# 東北大学
東北大学（とうほくだいがく、英語:  Tohoku University）は、宮城県仙台市青葉区片平二丁目1番1号に本部を置く日本の国立大学。1907年創立、1907年大学設置。 国内の旧帝国大学7校の一つであり、文部科学省が実施しているスーパーグローバル大学事業のトップ型指定校及び指定国立大学法人に指定されている。また、日本で初めて 国際卓越研究大 に認定された。 大学の略称は特になく、東北大と呼ばれる。仙台では「とんぺー」という愛称で呼ばれている。

## 概観

### 全体
国内で3番目の帝国大学として1907年（明治40年）に創設され、仙台においては1911年（明治44年）に開学した東北帝国大学理科大学を源流とする大学である。
東北大学の創立年次は時代によって見解が異なっており、創立25周年記念式典の際は東北帝国大学理科大学の開設年である1911年（明治44年）を創立年次と位置付けていたが、現在は東北帝国大学の設立の勅令（第236号）が『官報』に掲載された1907年（明治40年）6月22日を創立記念日と位置付けている。
東北帝国大学創立期の大学の文書記号は、東京帝国大学のそれが「東大」であったため「北大」とされた。後に東北帝国大学から分立した北海道帝国大学は「海大」とされた。ただし、現在では「北大」は北海道大学の略称として用いられることが多く、東北大学の略称は「東北大」が用いられる。2017年6月、指定国立大学法人に指定される。
2024年11月8日文部科学省は東北大学を国際卓越研究大学に認定した。。

### 理念
東北大学では、「研究第一」「門戸開放」「実学尊重」の3つを大学理念としている。

#### 研究第一
戦前、東北大学理学部の標語として「研究本位」という語が誕生し、それが次第に「研究第一」に名前を変え、東北大学全体の標語となったということを由来とする。総長として初めて「研究本位」の語を使用したのは本多光太郎で東北大学理学部創設25周年の際に「研究本位は理学部の標語となり学風ともなつた。この学風は後に増設される医、工、法文の諸学部に及び本学一般の気分を形成したのは邦家の為め真に慶賀すべきである」と述べている。その後、戦時中に科学技術動員が行われ東北大学での研究が戦争に利用されていたという反省のもと、高橋里美学長は「研究第一」を「教員が学生の研究心を喚起し、学生が主体的な研究態度をもつという教育を目指すこと」と再定義した。それ以降、現在に至るまで「研究第一」は式辞で大学の特徴を示す言葉として用いられている。
近年、東北大学は「研究第一」について、初代総長である澤柳政太郎が述べた「大学は無論学術の研究を主とするものなるが故に、学術の研究に重きを置くは大学としての特色にして各国の大学皆然らざるなし。」「我東北大学はこの点に於いては何れの大学にも退けを取らざる覚悟なり。」などの言葉が起源であるとして、建学以来の理念と標榜しているが、東北大学百年史は澤柳の述べたことは当時の大学観に照らし合わせれば至極当然なことで、東北大学に限った話ではないとしており、「研究第一」の源流が澤柳の述べた事柄であるとするのは誤りであると記している。現に当時の九州大学の総長も同様なことを述べていたとされる。
創立115周年・総合大学100周年の際に、東北大学広報活動キャラクターに「研究第一」を名前の由来とするキャラクター「研一」が就任した。考案者は東北大学医学部医学科の学生であった。

#### 門戸開放
東北帝国大学理科大学創設当初、既設の帝国大学が旧制高等学校出身者にのみ入学を認め、東北帝国大学農科大学が札幌農学校予修科の流れを汲む同農科大学予科出身者からの受け入れを主体としていたのに対して、理科大学は旧制高等学校、大学予科以外の教育機関出身者にも入学を認めた（傍系入学）。また、1913年（大正2年）には3人の女性（黒田チカ、丹下ウメ、牧田らく）に対して入学を許可した。これは帝国大学としては初めての女性に対する入学許可であり、入学許可が官報に掲載された8月21日は女子大生の日となっている。さらに、日本における外国人留学生の博士号取得第一号（陈建功）と第二号（苏步青）を輩出するなど、東北帝国大学時代より外国人留学生が数多く本学で学んできた。このような経緯のもとに、現在では「門戸開放」のフレーズは、「学生・教員・職員を問わず真に実力のある者はそのバックグラウンドにかかわらず受け入れる」という東北大学の方針を一言で表すための標語となっている。また、男女雇用機会均等法の改正を受け、杜の都女性科学者ハードリング支援事業やサイエンスエンジェル制度も導入されている。2014年には、男女共同参画社会を目指す活発な取組の一助となるよう、澤柳政太郎記念東北大学男女共同参画賞（通称：澤柳記念賞）が創設された。現在の学部学生は、東北地方以外の出身者が過半数を占めており、旧帝国大学の中では地元以外からの入学者比率が高い方である（「帝国大学#入学状況」参照）。また自宅外通学生が8割を超える。

#### 実学尊重
東北大学では創設以来、社会で実用される研究が奨励されてきたことに加え、大学での研究に端を発した企業が複数設立されてきたなど、実学が大変重視されている。その伝統は、2007年（平成19年）の大学別特許公開件数で日本国内1位であるところにも現れており、これは、自然科学のみならず、人文科学および社会科学の学問分野においても根付いている。

### 評価
QS世界大学ランキング2024（2023年）では第113位、アジア第24位、日本国内第5位である。また、英タイムズ紙系の教育専門誌『タイムズ・ハイアー・エデュケーション』によるTHE世界大学ランキング2023-2024（2023年度）では、同点第130位、アジア第20位、日本国内第3位である。THE世界大学ランキング日本版2023では総合第1位であり、4年連続の首位となった。

### 入学試験
東北大学は他大学と比べて、総合型選抜の比率が高いことで知られる。現にAO入試による入学者は2024年（令和6年）1月現在では全入学者の30%に達する。2023年9月、東北大学が国際卓越研究大学に認定される過程で、入試の全てを将来的に「AO入試」と呼ばれる総合型選抜にすることを発表した。

## 沿革

### 略史

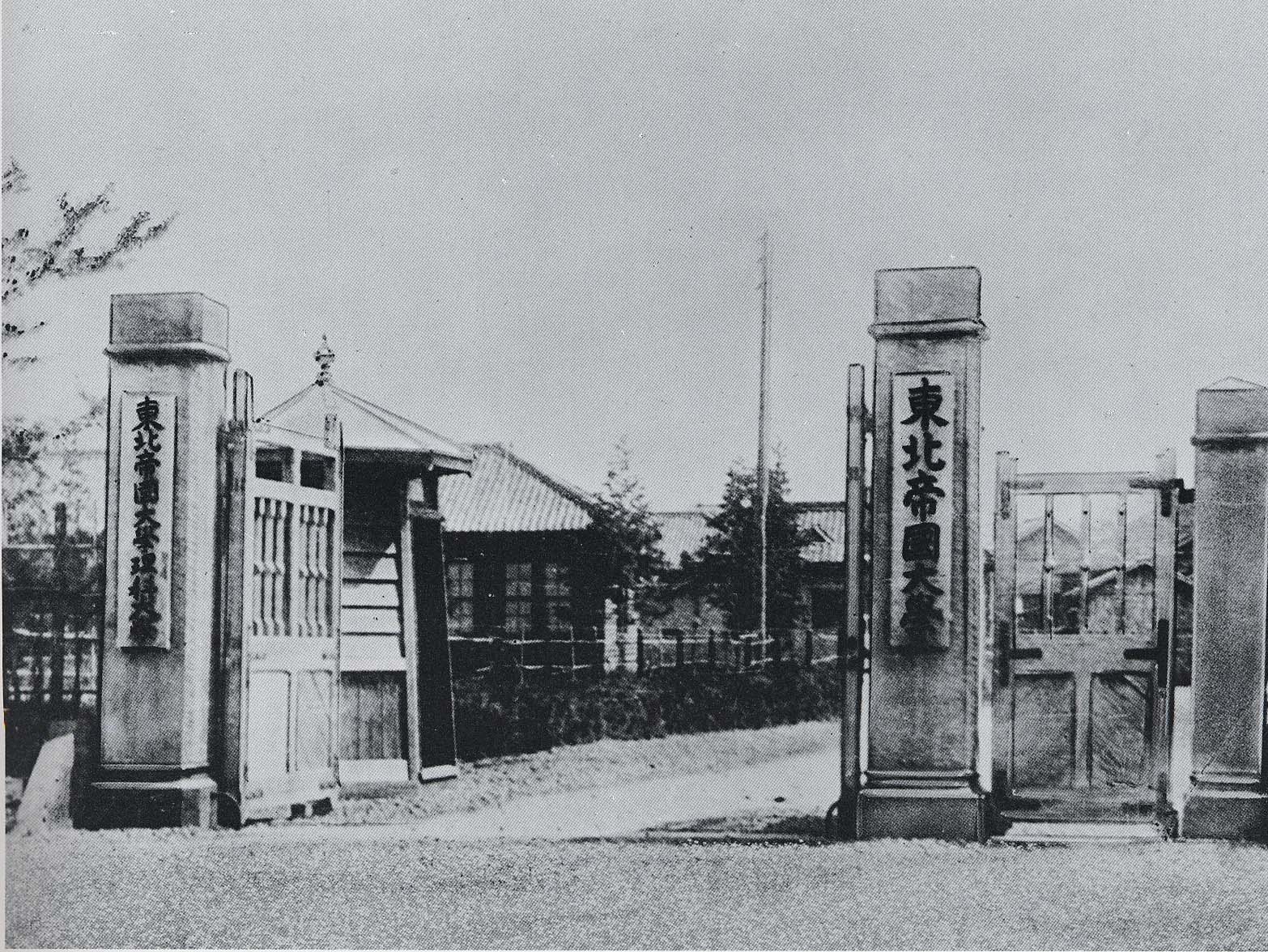
東北帝国大学
1913年（大正2年）撮影

1900年（明治33年）1月29日、第14回帝国議会において『九州東北帝国大学設置建議案』が採択され、議会として東北地方に帝国大学を設置する正式な要望が政府に表明された。しかし、政府の資金難により設置が進まず、1902年（明治35年）にも『東北帝国大学設立建議案』が再度採択された。
1906年（明治39年）、札幌農学校を帝国大学農科大学に昇格させ、新設予定の理工科大学と大学予科と併せて北海道帝国大学とする案が浮上するも、東北選出の代議士が反発した結果として、新設予定の理科大学を仙台に置くこととし、札幌農学校を昇格させた農科大学と合わせて東北帝国大学とする折衷案を政府に要求することとなった。
結局、1907年（明治40年）6月22日、明治天皇が勅令236号（東北帝国大学ニ関スル件）を公布することで、仙台に東北帝国大学が設立されることになった。その内容は235文字からなるシンプルな内容で以下のようなものであった。
「朕［は］東北帝国大学ニ関スル件ヲ裁可シ茲［ここ］ニ之［これ］ヲ公布セシム……（中略）……第一条 仙台ニ帝国大学ヲ置キ東北帝国大学ト称ス 　　第二条 札幌農学校ヲ東北帝国大学農科大学トス　　 第三条 東北帝国大学ノ分科大学及分科大学中ノ各学科開設ノ期日ハ文部大臣之ヲ定ム 　　第四条 東北帝国大学総長ノ職務ハ当分ノ内東北帝国大学農科大学長ヲシテ之ヲ行ハシム 　　第五条 帝国大学令第六条乃至第八条ノ規定ハ当分ノ内東北帝国大学ニ之ヲ適用セス　　 附則 本令ハ明治四十年九月一日ヨリ之ヲ施行ス」
東北帝国大学（後の東北大学）を「東京帝国大学、京都帝国大学に続き日本で3番目に創設された帝国大学」と主張する根拠は、この勅令236号に求め得る。ただし、本勅令の1907年時点で東北帝国大学として唯一存在した札幌農学校改め農科大学は、1918年に北海道帝国大学へと独立しており、組織の連続性により北海道大学の歴史の一部としてとらえられている。今日の東北大学に直接つながる理科大学の設置は、以下に述べるように1911年を待たなければならなかった。
東北帝国大学の本部は仙台の片平地区と定められ、そこにはすでに魯迅が学んだ「仙台医学専門学校」（後の医学部）なども存在したが、校舎の建設から学生募集などには時間がかかるため、1907年（明治40年）9月1日に上記勅令236号が施行された時点では、勅令の２条にあるように、札幌農学校を東北帝国大学農科大学（札幌区）へと改組するのみに留まった。札幌農学校は開学当初より学士号の授与が認められており、帝国大学とならぶ高等教育機関であったためである。
このため、前身をもたない理科大学の建設が完了するまで、札幌の農科大学のみで運営することを前提とした東北帝国大学農科大学官制が施行され、勅令236号第4条にあるように、東北帝国大学総長の職務は農科大学学長（札幌農学校校長の佐藤昌介が引き続き就任）が代行することになったのである。
理科大学の建設資金には、日露戦争の好景気で財を成した古河財閥（現・古河グループ）や宮城県による寄付金等が用いられ、校舎の建設や実験機器・専門書の輸入などの準備がなされた。理科大学の教授候補として内定した者たちは、理科大学完成までの間、ヨーロッパ各地に留学し、留学中にフランスの首都パリに集まって教授会も開催した。
準備も整った1911年（明治44年）1月に理科大学が設置された（同月、九州帝国大学も創設）。開学式は1913年（大正2年）9月22日に挙行された。この他、1912年（明治45年）に仙台医学専門学校を包摂して医学専門部を設置。また、仙台高等工業学校を包摂して工学専門部を設置した。
仙台医学専門学校は、1872年（明治5年）設立の宮城県立医学所を母体とするものであり、東北大学医学部ならびに艮陵（ごんりょう）同窓会では、1872年（明治5年）を医学部開設年（母校創立の日）と定めている。かつては「養賢堂」から仙台藩医学校が分離された1817年を医学部創立の起点とする主張もあったが、今日では、医学系部局に関しては1872年を創立の起点として位置づけるのが一般的である。
1911年（明治44年）、開学したばかりの東北帝国大学は、学生数の確保のため「門戸開放」と称して高等学校卒業者以外にも入学資格を拡大した。これに応じて1913年（大正2年）、4人の女性が東北帝大の入学試験に臨んだ。そして同年8月、東北帝大は3人の女子（化学科2人、数学科1人）を学生として受け入れることを決定した（官報にこのことが掲載された8月21日は、後に日本記念日協会により「女子大生の日」として登録された）。
1915年（大正4年）、医学専門部は生徒募集を停止し、東北帝国大学医科大学が設置された。新入生は医科大学、以前からの在校生は医学専門部のままという状態であったが、施設は双方とも仙台医学専門学校以来の施設を流用した。ただし、医科大学には新たに先行帝国大学の東京帝国大学卒・京都帝国大学卒の人材を教授として招聘した。1918年に医学専門部の最後の学年が卒業すると医学専門部は廃止された。そのため、医学専門部の一部の教授らは異動を余儀なくされ、他都市の医学専門学校へと移っていった。
大学令公布に伴う各帝国大学の分科大学制から学部制への改組に先立って、仙台市（理大・医大・工専）と札幌区（農大）に分かれている東北帝国大学の分科大学および専門部を各都市毎に分立させることになり、1918年、北海道帝国大学新設と同時に農科大学を移管した。
1919年（大正8年）、学部制に改組すると同時に東北帝国大学工学部が設置された（この時の学部構成は理学部、医学部、工学部、工学専門部）。工学専門部では、医学専門部と同様に廃止されるとの危惧から存続運動が起こった。結果的に工学専門部は、仙台高等工業学校以来の建物等を東北帝国大学工学部に譲り、別の土地に建物を新設して、元の仙台高等工業学校との名称で分離独立した（後に仙台工業専門学校と改称）。
1922年（大正11年）、法文学部が設置された。同学部は帝国大学の文系学部としては東京・京都に次いで3番目の設置であり、現在の文系4学部の礎をなす学部である。ちなみに、第二次世界大戦前の帝国大学では、北海道・大阪・名古屋以外の6大学（東京・京都・東北・九州・京城・台北）に文系学部が設置されていた。ただし、戦前に法学部、文学部、経済学部の分立設置が認められたのは東京・京都のみで、他の大学は法文学部（東北・九州・京城）や文政学部（台北）などの学際学部であった。
1947年（昭和22年）に東北帝国大学は「東北大学」に改称。1949年（昭和24年）に実施された学制改革に伴い、仙台市所在の官立学校（旧制第二高等学校、仙台工業専門学校、宮城師範学校、宮城青年師範学校）を統合。旧制宮城県女子専門学校を包括したうえで新制大学へと改組された。これら高等教育機関は、旧制第二高等学校が教養部へ、仙台工業専門学校が工学部と合流、両師範学校は教育学部へ、宮城県女子専門学校は農学部家政学科へとなった。家政学科は生活科学科と改称後、1960年（昭和35年）に廃止された。
1965年（昭和40年）、国立学校設置法改正を期に、師範学校の流れを汲む教育学部の教員養成系統が分立し、宮城教育大学が設置された。1967年（昭和42年）には、東北大学教育学部附属中学校・小学校および幼稚園を宮城教育大学に移管した。
1994年（平成6年）からは大学院重点化を開始した。また、2004年（平成16年）の国立大学法人化を期に、法科大学院、公共政策大学院、会計大学院の3つの専門職大学院を設置した。
2017年（平成25年）には、青葉山新キャンパスが完成し、農学部や農学研究科をはじめとした部局が旧雨宮キャンパスより移転した。

### 創立以前
- 1736年（元文元年） 仙台藩が藩校として養賢堂を設置。
- 1760年（宝暦10年） 養賢堂で医学教育が開始される。
- 1817年（文化14年） 養賢堂から仙台藩医学校を分離。
- 1822年（文政05年） 仙台藩は仙台藩学校蘭科を開設し、日本初の西洋医学講座を実施。
- 1869年（明治02年） 仙台藩医学校を施薬所と改称。
- 1872年（明治05年） 東京府・芝の増上寺内に開拓使仮学校設置。仙台県が宮城県へと改称されたのに伴い、施薬所を母体に宮城県立医学所となる。同年中に宮城県立医学所は廃止され、共立病院附属学舎へと改組。
- 1873年（明治06年） 共立病院附属学舎は共立義塾と改称ののちに解散、1872年に設立されていた共立病院附属塾舎と統合。
- 1875年（明治08年） 北海道石狩国札幌郡札幌に開拓使仮学校札幌学校が発足する。
- 1876年（明治09年） 開拓使仮学校札幌学校を札幌農学校と改称。7月にクラーク博士が教頭就任。8月14日札幌農学校開校式挙行。
- 1878年（明治11年） 札幌農学校演武場（現在の札幌市時計台）が竣工。
- 1879年（明治12年） 共立病院は同年中に仙台公立病院、宮城病院と順次改称、共立病院附属塾舎は最終的に宮城病院附属医学校へ改組
- 1880年（明治13年） 宮城病院附属医学校を宮城医学校と改称（1881年に元の名称に戻るも1882年に再度宮城医学校となる）
- 1887年（明治20年） 宮城医学校を母体に第二高等中学校医学部を設置。
- 1886年（明治19年） 札幌農学校植物園が竣工。
- 1894年（明治27年） 第二高等中学校は学制改革に伴い第二高等学校へ改組。佐藤昌介が札幌農学校校長に就任する。
- 1901年（明治34年） 第二高等学校医学部を母体に仙台医学専門学校を設置。
- 1907年（明治40年）04月 仙台高等工業学校が新設される。

### 東北帝国大学時代
- 1907年（明治40年）

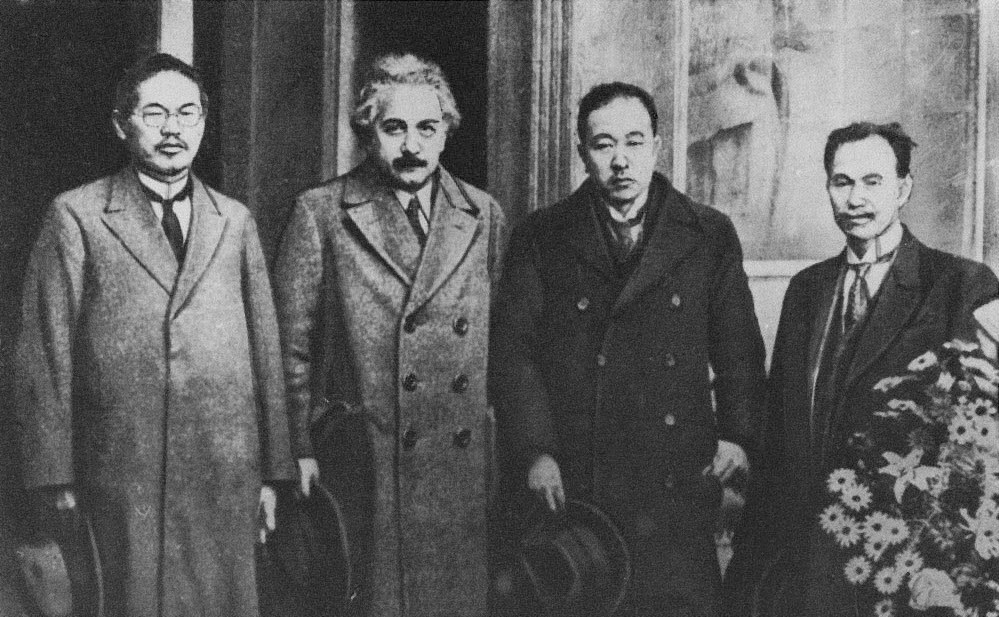
東北帝国大学を訪問したアルベルト・アインシュタイン（1922年〈大正11年〉11月）。左から本多光太郎、アインシュタイン、愛知敬一、日下部四郎太。

  - 6月22日 東北帝国大学設置の勅令が公布される（創立記念日）。
  - 9月 札幌農学校は東北帝国大学農科大学となる。同校校長佐藤昌介は農科大学長となり、1910年末までは総長としての職務も代行した。
- 1911年（明治44年） 仙台市に本部・理科大学を設置。澤柳政太郎を初代総長として選出。
- 1912年（明治45年）4月1日 仙台医学専門学校を包摂して東北帝国大学医学専門部、仙台高等工業学校を包摂して東北帝国大学工学専門部とする。
- 1915年（大正04年） 医学専門部を母体に医科大学を設置。
- 1918年（大正07年） 農科大学は、分離独立して北海道帝国大学（現在の北海道大学）となる。
- 1919年（大正08年） 大学令公布に伴い、分科大学制を学部制へ改組。工学部を設置。
- 1921年（大正10年） 工学専門部が、仙台高等工業学校として分離独立。
- 1922年（大正11年） 法文学部を設置。
- 1926年（大正15年） 工学部機械科の建物から出火。同科、電気科の教室など建物800坪が全焼[39]。
- 1936年（昭和11年） 創立25周年記念式典を開催[2]。
- 1939年（昭和14年） 臨時附属医学専門部を設置。
- 1943年（昭和18年） 大学院特別研究生制度実施。

### 東北大学時代
- 1947年（昭和22年） 農学部を設置。昭和天皇が金属材料研究所、女川水産実験所に行幸[40]。東北大学へと改称。
- 1949年（昭和24年） 学制改革に伴い、仙台市所在の官立学校（第二高等学校、仙台工業専門学校、宮城師範学校、宮城青年師範学校）を統合し、宮城県女子専門学校を包括して新制大学へ改組。法文学部を法学部、文学部、経済学部へ改組。教育学部を設置。
- 1953年（昭和28年） 大学院設置（文学研究科、教育学研究科、法学研究科、経済学研究科、理学研究科、工学研究科、農学研究科）。
- 1955年（昭和30年） 大学院医学研究科設置。
- 1957年（昭和32年） 進駐軍・川内キャンプ（旧仙台城二の丸）の跡地を取得し、川内キャンパスとする。
- 1961年（昭和36年） 大学院薬学研究科設置。
- 1964年（昭和39年） 教養部設置。
- 1965年（昭和40年）
  - 歯学部を設置。教育学部の教員養成系統を宮城教育大学として分離。
  - 9月15日 - 朝から法学部、経済学部、教育学部、教養部の学生が授業放棄。午後から理学部、農学部、医学部の学生も同調。大学本部前で4000人規模の学生集会[41]。
- 1972年（昭和47年） 医学部を改組し、医学部薬学科を分離して薬学部を設置。大学院歯学研究科設置。
- 1973年（昭和48年） 医学部を改組し、医療技術短期大学部を設置。
- 1987年（昭和62年） 金属材料研究所を全国共同利用研究所に改組。
- 1993年（平成05年） 教養部を廃止。大学院国際文化研究科、情報科学研究科設置。
- 1994年（平成06年） 大学院各研究科の重点化を開始。大学院医学研究科を大学院医学系研究科へ名称変更。
- 1995年（平成07年） 電気通信研究所を全国共同利用研究所に改組。
- 2001年（平成13年） 大学院生命科学研究科設置。
- 2002年（平成14年） 大学院教育情報学教育部・研究部設置。
- 2003年（平成15年） 大学院環境科学研究科設置。医療技術短期大学部を医学部保健学科へ改組。
- 2004年（平成16年） 国立大学法人法の規定により国立大学法人へ改組。大学院法学研究科を改組、法科大学院（総合法制専攻）、公共政策大学院（公共法政策専攻）設置。
- 2005年（平成17年） 大学院経済学研究科を改組、会計大学院（会計専門職専攻）設置。
- 2006年（平成18年）
  - 薬学部を改組し、創薬科学科（4年制-研究者養成）と薬学科（6年制-薬剤師養成）を設置。
  - 青葉山県有地を宮城県から購入。青葉山新キャンパスとして整備を開始。
- 2007年（平成19年） 創立100周年。公式ロゴマークおよび公式カラーを制定。
- 2008年（平成20年）10月 東北大学記念講堂（川内記念講堂）および松下会館を東北大学百周年記念会館（通称「川内萩ホール」）として改修。
- 2009年（平成21年）4月 日本国内では初となる医工学研究科を設置
- 2012年（平成24年）1月 東北大学が運営を委託された大学入試センター試験気仙沼会場にて、事前確認の不徹底により、英語リスニング試験に使用するICプレーヤーが200個不足するミスが発生し、到着して試験開始するまで受験生を2時間も待たせた失態が発生[42][※ 1]。
- 2015年（平成27年）4月 知財功労賞（経済産業大臣表彰）を受賞[43]。
- 2017年（平成29年）
  - 5月15日 青葉山新キャンパスが竣工[44]。
  - 6月 指定国立大学法人に認可された[45]。
- 2018年（平成30年）11月 『東北大学ビジョン2030』を発表[46]。
- 2021年（令和3年）4月 グリーン未来創造機構を設置[47][48]。
- 2023年（令和5年）8月 国際卓越研究大学の候補として東北大学を選出[49]。
- 2024年（令和6年）11月8日 - 文部科学省により、東北大学が国際卓越研究大学の第一号に正式に認定された[50]。

### 東日本大震災の影響
- 2011年（平成23年）3月11日の東日本大震災（東北地方太平洋沖地震）で女子学生2名と入学予定の女子高校生1名が津波に呑まれ死亡し、卒業生にも多数の死者・行方不明者が出た。また教職員・在校生の大半が被災し、沿岸部に住む者の中には住居を失った者も少なくなかった。各キャンパスも震度6強・6弱の烈震に見舞われ、さらにその後も震度5クラスの強い余震が多発。これにより、大学の各施設や研究設備は過去に例がないほどの甚大な被害を受けた。一部では割れた薬品が反応して火災も発生したが、初期消火で建物全体が燃えることはなかった。
- 大学当局は復旧に追われ、12日に予定されていた後期試験を中止。大学入試センター試験の点数で合格者を決める異例の措置を採った。さらに卒業式も中止され、入学式・授業開始も5月初旬へ1カ月延期された。5月に行われた入学式は、宮城県内の主要なホールが震災の影響で使用できなかったため、各学科・研究科の建物内でオリエンテーションとして行われた。
- 被災して著しく損傷した川内キャンパス川内合同研究棟塔屋も2011年（平成23年）7月に取り壊された。

青葉山キャンパスを中心に合計28棟が使用不能となり損失額は440億円に及ぶ見込みとなっている。
2012年（平成24年）4月1日に、総合的な災害研究を目的とした附置研究所である災害科学国際研究所（IRIDeS イリディス）を設置。自然科学系だけでなく、人文科学系・社会科学系の研究者も在籍している。

## 歴代総長
| 代 | 氏名       | 在位期間                     |
| -- | ---------- | ---------------------------- |
| １ | 澤柳政太郎 | 1911年3月24日-1913年5月8日   |
| ２ | 北條時敬   | 1913年5月9日-1917年8月24日   |
| ー | 小川正孝   | 1917年8月25日-10月14日       |
| ３ | 福原鐐二郎 | 1917年10月15日-1919年6月20日 |
| ４ | 小川正孝   | 1919年6月21日-1928年6月14日  |
| ５ | 井上仁吉   | 1928年6月15日-1931年6月14日  |
| ６ | 本多光太郎 | 1931年6月15日-1940年5月30日  |
| ７ | 熊谷岱蔵   | 1940年5月31日-1946年2月11日  |
| ８ | 佐武安太郎 | 1946年2月12日-1949年3月31日  |
| ９ | 高橋里美   | 1949年4月1日-1957年6月30日   |
| 10 | 黒川利雄   | 1957年7月1日-1963年6月30日   |
| 11 | 石津照璽   | 1963年7月1日-1965年10月4日   |
| ー | 元村勲     | 1965年10月5日-11月19日       |
| 12 | 本川弘一   | 1965年11月20日-1971年2月2日  |
| ー | 水野弥彦   | 1971年2月3日-4月30日         |
| 13 | 加藤陸奥雄 | 1971年5月1日-1977年4月30日   |
| 14 | 前田四郎   | 1977年5月1日-1983年4月30日   |
| 15 | 石田名香雄 | 1983年5月1日-1989年4月30日   |
| 16 | 大谷茂盛   | 1989年5月1日-1990年9月30日   |
| ー | 吉永馨     | 1990年10月1日-11月5日        |
| 17 | 西澤潤一   | 1990年11月6日-1996年11月5日  |
| 18 | 阿部博之   | 1996年11月6日-2002年11月5日  |
| 19 | 吉本高志   | 2002年11月6日-2006年11月5日  |
| 20 | 井上明久   | 2006年11月6日-2013年3月31日  |
| 21 | 里見進     | 2013年4月1日-2018年3月31日   |
| 22 | 大野英男   | 2018年4月1日-2024年3月31日   |
| 23 | 冨永悌二   | 2024年4月1日-現職            |

## 基礎データ

### 所在地
- 川内キャンパス（仙台市青葉区川内）
- 片平キャンパス（仙台市青葉区片平）
- 星陵キャンパス（仙台市青葉区星陵町）
- 青葉山キャンパス（仙台市青葉区荒巻字青葉）

### 象徴

#### ロゴマーク・スクールカラー

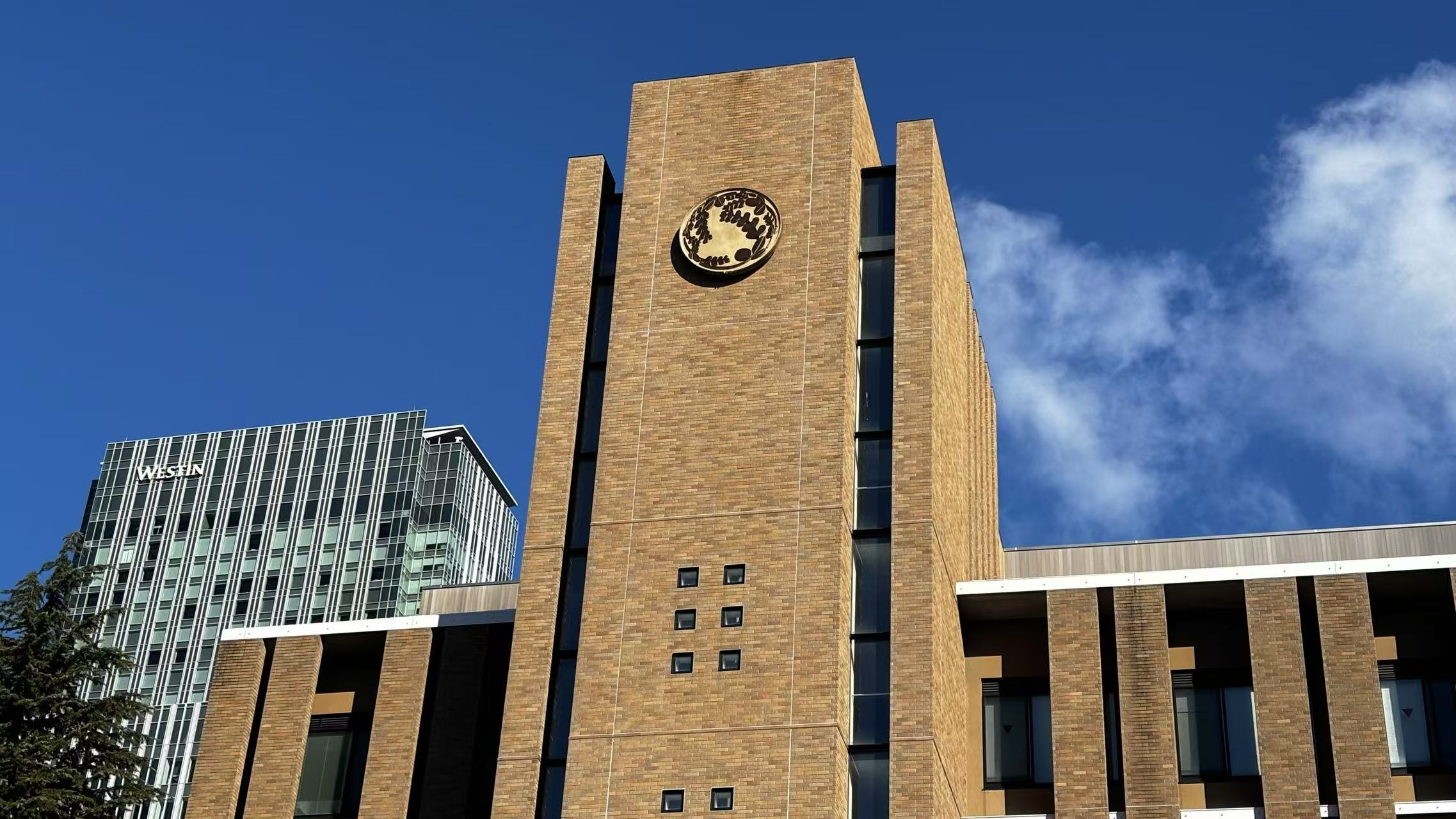
学章が用いられた東北大学の建物

"Creativity" "Global" "Tradition" をキーコンセプトに、昔から宮城野や仙台を象徴する植物とされてきた、本学の種々のマークに用いられた「萩」をモチーフにし、品格をもって、世界に大きく広がっていく動きを表現している。また萩はロゴマーク以外にも学友会の名前などに使われている。
公式カラーは 「紫色」と 「黒色」であり、「紫」は知性と想像力を、「黒」は勤勉と実践力を表している。特に「紫色」は本学のスクールカラーでもある。

#### 学生歌・校友歌
東北大学には正式な校歌・学歌が存在せず、代わりに学生歌と校友歌が制定されている。
- 学生歌『青葉もゆるこのみちのく』作詞:野田秀 作曲:阿座上竹四

新制第1回卒業生が社会人になった1953年（昭和28年）、学生部の公募により、まず歌詞を募集し、入選歌詞3編に対して作曲を募集する手順で作られた中の第1位である。現在でも歌われているのは本曲のみである。
作詞した野田は卒業後に牧師となり、作曲した阿座上（工学部）は、東北大の教授を経て埼玉工業大学の教授となっている。
- 校友歌『緑の丘』作詞・作曲:小田和正

2011年（平成23年）、東日本大震災の復興に尽力する同窓生、在学生、教職員らを元気付けたいという思いから、卒業生である小田が総長の里見進から依頼を受け作成した。大学の公式サイトでは歌詞・楽譜の閲覧が可能となっているほか、一時小田のバージョンもダウンロードできるようになっていた。

#### マスコットキャラクター
東北大学には、部局により様々なマスコットキャラクターが存在する。
研一（けんいち）は東北大学創立115周年・総合大学100周年記念事業の一環 として、2022年に東北大学広報活動キャラクターに就任したマスコットキャラクターである。考案者は医学部医学科の学生で、名称の由来は東北大学の理念の一つである「研究第一主義」である。「東北大学創設時からずっといる妖精」という設定で、頭には萩が生えており、顔は本学のクリーンな空気を、体は緑に包まれた広大な土地を表現してデザインされた。

## 組織

### 学部
- 文学部
  - 人文社会学科[※ 2]
    - 専修[※ 3]：現代日本学、国文学、日本思想史、国語学、日本語教育学、日本史、考古学、中国文学、中国思想、東洋史、インド学仏教史、英文学、英語学、ドイツ文学、フランス文学、ヨーロッパ史、哲学、倫理学、言語学、心理学、行動科学、社会学、文化人類学、宗教学、東洋・日本美術史、美学・西洋美術史
- 教育学部
  - 教育科学科[※ 4]
    - 教育学コース
    - 教育心理学コース
- 法学部
  - 法学科[※ 5]
- 経済学部[※ 6]
  - 経済学科[※ 7]
  - 経営学科[※ 8]
- 理学部[※ 9]
  - 数学科[※ 10]
  - 物理学科[※ 11]
  - 宇宙地球物理学科[※ 12]
    - 天文学コース
    - 地球物理学コース

  - 化学科[※ 13]
  - 地圏環境科学科[※ 14]
    - 地圏進化学コース
    - 環境地理学コース

  - 地球物質科学科[※ 15]
  - 生物学科[※ 16]
  - 英語コース
    - Advanced Molecular Chemistry Course
- 医学部
  - 医学科[※ 17]
  - 保健学科[※ 18]
    - 看護学専攻
    - 放射線技術科学専攻
    - 検査技術科学専攻
- 歯学部
  - 歯学科[※ 19]
- 薬学部[※ 20]
  - 薬学科（6年制）[※ 21]
  - 創薬科学科（4年制）[※ 22]
- 工学部
  - 機械知能・航空工学科[※ 23]
    - 機械システムデザインコース
    - ナノメカニクスコース
    - 航空宇宙コース
    - 量子サイエンスコース
    - バイオロボットシステムコース
    - エネルギー環境コース
    - International Mechanical and Aerospace Engineering Course - Undergraduate（英語コース。国際学士コース入試を経て入学した学生のみを対象）

  - 電気情報物理工学科（旧 情報知能システム総合学科）[※ 24]
    - 電気工学コース
    - 電子工学コース
    - 通信工学コース
    - 応用物理学コース
    - 情報工学コース
    - バイオ・医工学コース

  - 化学・バイオ工学科[※ 25]
    - 応用化学コース
    - 化学工学コース
    - バイオ工学コース

  - 材料科学総合学科[※ 26]
    - 金属フロンティア工学コース
    - 知能デバイス材料学コース
    - 材料システム工学コース
    - 材料環境学コース

  - 建築・社会環境工学科[※ 27]
    - 社会基盤デザインコース
    - 水環境デザインコース
    - 都市システム計画コース
    - 都市・建築デザインコース
    - 都市・建築学コース
- 農学部
農学部では「学科」と「学系」の2種類の組織編制が行われている。2年次に学科・学系に分かれる。
  - 生物生産科学科[※ 28]
    - 植物生命科学系
    - 資源環境経済学系
    - 応用動物科学系
    - 海洋生物科学系

  - 応用生物化学科[※ 29]
    - 生物化学系
    - 生命科学系

  - 英語コース
    - Applied Marine Biology Course

### 研究科

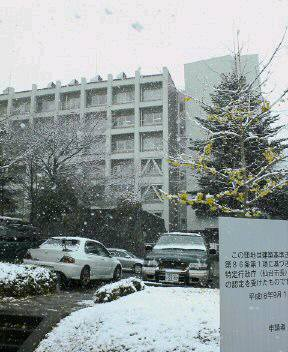
地学専攻棟

- 文学研究科[※ 30]（博士前期課程・後期課程）
  - 日本学専攻[※ 31]
専攻分野[57]：現代日本学、日本思想史、日本語学、日本語教育学、日本文学、日本史、考古学、文化財科学、インド学仏教史
  - 広域文化科学専攻[※ 32]
専攻分野[※ 33]：文化人類学、宗教学、死生学・実践宗教学、インド学仏教史、中国語学中国文学、中国思想中国哲学、東洋史、英文学、英語学、ドイツ語学ドイツ文学、フランス語学フランス文学、西洋史
  - 総合人間学専攻[※ 34]
専攻分野[※ 35]：哲学、倫理学、東洋・日本美術史、美学・西洋美術史、比較文化史学、心理学、言語学、社会学、行動科学、計算人文学
- 教育学研究科（博士前期課程・後期課程）
  - 総合教育科学専攻[※ 36]
    - 研究コース[※ 37]
      - 人間形成論
専門分野：教育哲学、日本教育史、外国教育史、比較人間形成論
      - 教育政策科学
専門分野：教育社会学、教育行政学、比較教育システム論、教育計画論
      - 成人継続教育論
専門分野：成人教育論、リカレント教育論、スポーツ文化論
      - 教授学習科学
専門分野：カリキュラム論、教育実践論、教育心理学、学習心理学
      - 人間発達
専門分野：発達心理学、発達障害学
      - 臨床心理
専門分野：臨床心理学

  - 教育設計評価専攻[※ 38]
    - 研究コース[※ 39]
      - 教育設計評価
専門分野：教育課程設計論、教育測定評価論
- 法学研究科
  - 総合法制専攻[※ 40]（法科大学院の課程、法科大学院）
  - 公共法政策専攻[※ 41]（専門職学位課程、公共政策大学院）
  - 法政理論研究専攻[※ 42]（博士前期課程・博士後期課程、研究大学院）
    - 後期課程のコース[※ 43]
      - 後継者養成コース
法科大学院修了者または法曹資格取得者を、後継者（法科大学院で教育に当たることを基本とする研究者、実務家教員）として養成するためのコース
      - 国際共同博士課程コース
海外の教育研究機関と共同で、国際的に活躍することができる研究者・高度専門職業人を養成するプログラム
      - 法政理論研究コース
従来からの伝統を受け継ぐ研究者の養成のためのコース
- 経済学研究科
  - 経済経営学専攻[※ 44]（博士前期課程・博士後期課程、研究大学院）
    - 高度グローバル人材コース[※ 45]（2014年度新設。前期課程のみ）

  - 会計専門職専攻[※ 46]（専門職学位課程、会計大学院）
    - 公認会計士コース[58]
    - 会計リサーチコース

  - 英語コース
    - International Program in Economics and Management (Master's Program)
    - Global Program in Economics and Management (Doctoral Program, Continuation from Master's Program to Doctoral Program)
- 理学研究科（博士前期課程・後期課程）
  - 数学専攻
講座[※ 47]：代数学、幾何学、解析学、多様体論、応用数理
  - 物理学専攻
講座[※ 48]：量子基礎物理学、素粒子・核物理学、電子物理学、量子物性物理学、固体統計物理学、相関物理学、領域横断物理学、原子核理学[※ 49]、高エネルギー物理学[※ 50]、結晶物理学[※ 51]、金属物理学[※ 52]、分光物理学[※ 53]、核放射線物理学[※ 54]、加速器科学[※ 55]、強相関電子物理学[※ 56]、量子計測[※ 57]
  - 天文学専攻
講座[※ 48]：天文学、理論天体物理学
  - 地球物理学専攻
講座[※ 58]：固体地球物理学、太陽惑星空間物理学、流体地球物理学、地球環境物理学、地殻物理学[※ 59]、惑星圏物理学[※ 60]、固体地球物理学（防災科学技術研究所との連携講座）
  - 化学専攻
講座[※ 48]：無機・分析化学、有機化学、物理化学、境界領域化学、先端理化学、生体機能化学[※ 61]、化学反応解析[※ 62]、固体化学[※ 63]、分離化学[※ 64]、重元素化学[※ 65]
  - 地学専攻
講座[※ 66]：地圏進化学、環境地理学、地球惑星物質科学、環境動態論、比較固体惑星学、地圏物質循環学[※ 67]、地球内部反応[※ 68]
  - 英語コース
    - International Graduate Program for Advanced Science（博士前期課程・後期課程）
- 医学系研究科
  - 医科学専攻（修士課程・4年制博士課程）
    - 講座[59]：細胞生物学、生体機能学、病理病態学、内科病態学、発生・発達医学、外科病態学、神経・感覚器病態学、情報健康医学、公共健康医学、医用動物学[※ 69]、加齢制御学[※ 70]、腫瘍制御学[※ 70]、加齢脳科学[※ 70]、サイクロトロン核医学[※ 71]、分子・神経イメージング[※ 72]、がん医科学[※ 73]、先進成育医学[※ 74]、がん生命科学講座[※ 75]、地域精神医療[※ 76]、先進循環器医学[※ 77]、消化器地域医療医学[※ 78]、グローバル感染症学[※ 79]、臨床呼吸器・感染症学[※ 80]、先進医薬品・医療機器開発レギュラトリーサイエンス[※ 81]、宮城県北先制医療学[※ 82]、次世代小児医療[※ 83]、新興・再興感染症学[※ 84]
    - 寄付講座[60]：上肢運動器学、先端画像・ナノ医科学、予防精神医学、視覚先端医療学、小児科医師育成、統合腎不全医療、宮城地域医療支援、網膜疾患制御学、循環器EBM開発学、循環器先端医療開発学、統合癌治療外科学、血液分子治療学、多発性硬化症治療学、大動脈疾患治療開発学、乳癌画像診断学、災害交通医療情報学、難治性高血圧・内分泌代謝疾患値域連携
    - 修士課程のコース[61][※ 85]：一般コース[※ 86]、ヒューマン・セキュリティ国際教育コース[※ 87]、分子イメージング教育コース[※ 88]、医学物理士養成コース[※ 89]、高度臨床研究支援者育成コース[※ 90]、Basic Medicine Course（英語コース）
    - 博士課程のコース[61][※ 91][※ 92]：分子イメージング教育コース[※ 93]、医学物理士養成コース[※ 94]、腫瘍専門医養成コース[※ 95]、Network Medicine Course（英語コース）

  - 障害科学専攻（博士前期課程・後期課程）
    - 講座[59]：機能医科学
    - 寄付講座[62]：先進感染症予防学

  - 保健学専攻（博士前期課程・後期課程）
    - 講座[※ 96]：基礎・健康開発看護学、家族支援看護学、医用情報技術科学、生体応用技術科学、基礎検査医科学、臨床検査医科学
    - コース：看護学コース[※ 97]、放射線技術科学コース[※ 98]、検査技術科学コース[※ 99]
- 歯学研究科
  - 歯科学専攻（修士課程・4年制博士課程）
講座[※ 100]：口腔生物学[※ 101]、口腔機能形態学[※ 102]、口腔修復学[※ 103]、口腔保健発育学[※ 104]、口腔病態外科学[※ 105]、顎口腔創建学[※ 106]、口腔腫瘍病態学[※ 107]、口腔免疫病態制御学[※ 108]、長寿口腔科学[※ 109]
  - 寄附講座[63]
    - 生体適合性計測工学
    - 次世代歯科材料工学

  - 博士課程のコース
    - 腫瘍専門歯科医養成コース

  - 英語コース
    - Interface Oral Health Science Course（博士後期課程）
- 薬学研究科
  - 分子薬科学専攻[※ 110]（博士課程前期2年の課程、後期3年の課程）
専攻科目（分野）[※ 111]：医薬製造化学、分子設計化学、合成制御化学、反応制御化学、分子変換化学、医薬資源化学、物性解析化学、生物構造化学、分子動態解析学、分子イメージング薬学
  - 生命薬科学専攻[※ 112]（博士課程前期2年の課程、後期3年の課程）
専攻科目（分野）[※ 113]：薬理学、臨床分析化学、分子細胞生化学、薬物送達学、衛生化学、生体防御薬学、遺伝子制御薬学、生命機能解析学、臨床薬学、がん化学療法薬学、生活習慣病治療薬学、病態分子薬学、医薬開発構想寄附講座[※ 114]、医薬品評価学
  - 医療薬学専攻[※ 115] （博士課程 薬学履修課程。4年制）
専攻科目（分野）[※ 116]：臨床薬学、がん化学療法薬学、生活習慣病治療薬学、病態分子薬学、医薬品評価学、医薬製造化学、分子設計化学、合成制御化学、反応制御化学、分子変換化学、医薬資源化学、物性解析化学、生物構造化学、分子動態解析学、分子イメージング薬学、薬理学、臨床分析化学、分子細胞生化学、薬物送達学、衛生化学、生体防御薬学、遺伝子制御薬学、生命機能解析学
- 工学研究科[※ 117] （博士前期課程・後期課程）
  - 機械・知能系
    - 機械システムデザイン工学専攻
      - 講座
知能システム工学、先進機械システムデザイン工学、知的デザイン学、エネルギーシステム工学
      - 協力講座
破壊機構学[※ 118]、知能流体システム学[※ 119]、多元物質応用システム工学[※ 120]

    - ナノメカニクス専攻
      - 講座
ナノシステム工学、先進ナノメカニクス、材料メカニクス、ナノテクノロジー
      - 協力講座
破壊予知学[※ 118]、ナノ流動学[※ 119]、表面ナノ物理計測制御学[※ 120]

    - 航空宇宙工学専攻
      - 講座
航空宇宙システム工学、先進航空宇宙工学、シミュレーション科学、スペーステクノロジー
      - 協力講座
航空宇宙流体工学[※ 121]
      - 連携講座
将来宇宙輸送工学講座[※ 122]

    - 量子エネルギー工学専攻
      - 講座
先進原子核工学、原子核システム安全工学、エネルギー物理工学、粒子ビーム工学
      - 協力講座
エネルギー材料工学[※ 123]、エネルギー化学工学[※ 120]、量子物性工学[※ 123]、加速器放射線工学[※ 124]
      - 連携講座
分子イメージング工学講座[※ 125]、核融合炉システム工学講座[※ 126]、核融合炉材料工学講座[※ 127]、廃炉基盤工学講座[※ 128]

    - バイオロボティクス専攻
      - 講座
バイオマイクロマシン工学、バイオデバイス工学、バイオメカニクス、ロボティクス
      - 協力講座
損傷計測学[※ 118]、知的メカノシステム工学[※ 129]

  - 電子情報システム・応物系
    - 電気エネルギーシステム専攻
      - 講座
エネルギーデバイス工学、電気エネルギーシステム工学
      - 協力講座
情報エネルギーシステム工学[※ 130]
      - 共同研究
先端電力工学[※ 131]

    - 通信工学専攻
      - 講座
知的通信ネットワーク工学、通信システム工学、波動工学
      - 協力講座
伝送工学[※ 132]

    - 電子工学専攻
      - 講座
超微細電子工学、電子制御工学、物性工学、電子システム工学
      - 協力講座
電子デバイス工学[※ 133]、電子材料工学[※ 134]、極限表面制御工学[※ 135]

    - 応用物理学専攻
      - 講座
応用界面物理学、応用物性物理学、応用材料物理学
      - 協力講座
低温電子材料物性学[※ 123]、電子・分光計測学[※ 120]

  - 化学・バイオ系
    - 応用化学専攻
      - 講座
原子・分子制御工学、環境資源化学、分子システム化学
      - 協力講座
反応設計学[※ 136]
      - 講座外[※ 137]
原子分子材料科学高等研究機構

    - 化学工学専攻
      - 講座
プロセス解析工学、プロセス要素工学、プロセスシステム工学
      - 協力講座
反応分離プロセス[※ 138]
      - 講座外[※ 137]
原子分子材料科学高等研究機構

    - バイオ工学専攻
      - 講座
応用生命化学、生体分子化学、生体機能化学
      - 協力講座
生物有機化学[※ 120]
      - 講座外[※ 137]
原子分子材料科学高等研究機構

  - マテリアル・開発系
    - 金属フロンティア工学専攻
      - 講座
金属プロセス工学、創形創質プロセス学、先端マテリアル物理化学
      - 協力講座
プロセス設計学[※ 120]、プロセス制御学[※ 139]
      - 共同研究講座
先進鉄鋼材料組織制御学（JFEスチール）

    - 知能デバイス材料学専攻
      - 講座
材料電子化学、ナノ材料物性学、情報デバイス材料学
      - 協力講座
ナノ構造物質工学[※ 140]、物質機能創製学[※ 141]、材料表面機能制御学[※ 142]

    - 材料システム工学専攻
      - 講座
接合界面制御学、マイクロシステム学、生体材料システム学
      - 協力講座
物質構造評価学[※ 120]、材料機能制御プロセス学[※ 143]

  - 人間・環境系
    - 土木工学専攻
      - 講座
数理システム設計学、基盤構造材料学、社会基盤構造学、水環境学、地域システム学
      - 講座外[※ 137]
災害科学国際研究所、東北アジア研究センター

    - 都市・建築学専攻
      - 講座
都市・建築デザイン学、都市・建築計画学、サステナブル空間構成学、建築構造工学
      - 講座外[※ 137]
災害科学国際研究所

  - その他
    - 技術社会システム専攻
      - 講座
実践技術経営融合、先端社会工学

  - 英語コース
    - International Mechanical and Aerospace Engineering Course - Graduate（博士前期・後期課程）
    - International Materials Science and Engineering Course （博士前期課程）
    - International Doctoral Program in Engineering, Information Sciences, Environmental Studies and Biomedical Engineering（博士後期課程）[※ 144]
- 農学研究科[64]（博士前期課程・後期課程）
  - 資源生物科学専攻
    - 植物生産科学講座
分野：生物共生科学、作物学、園芸学、土壌立地学
    - 動物生産科学講座
分野：（協力）資源動物群制御科学、動物遺伝育種学、動物生理科学
    - 水圏生物生産科学講座
分野：水圏動物生理学、水産資源生態学、水圏植物生態学、水産資源化学、国際水産科学ユニット
    - 資源環境経済学講座
分野：環境経済学、（協力）フィールド社会技術学、国際開発学、農業経営経済学
    - （協力講座）沿岸生物生産システム学講座
分野：沿岸生物生産システム学
    - （協力講座）栽培植物環境科学講座
分野：栽培植物環境科学
    - （連携講座）資源環境政策学講座
分野：資源環境政策学
    - （連携講座）縁辺深海生態系動態学講座
分野：縁辺深海生態系動態学
    - （寄附講座）家畜生産機能開発学講座

  - 応用生命科学専攻
    - 環境生命科学講座
分野：（協力）環境適応生物工学、生物海洋学、生物制御機能学、陸圏生態学
    - 植物機能科学講座
分野：植物遺伝育種学、（協力）植物細胞生化学、植物栄養生理学、植物病理学
    - 動物機能科学講座
分野：動物生殖科学、機能形態学、動物栄養生化学
    - 分子細胞科学講座
分野：分子生物学、分子酵素学
    - （協力講座）応用遺伝子工学講座
分野：応用遺伝子工学

  - 生物産業創成科学専攻
    - 微生物機能開発科学講座
分野：応用微生物学、動物微生物学
    - 食品機能健康科学講座
分野：動物資源化学、食品化学、栄養学、（協力）テラヘルツ生物工学
    - 天然物生物機能科学講座
分野：（協力）機能分子解析学、天然物生命化学、生物有機化学
    - 生物産業情報科学講座
分野：遺伝子情報システム学、海洋生命遺伝情報システム学
    - （連携講座）蛋白質機能開発講座
分野：蛋白質機能開発
    - （寄附講座）微生物資源学講座
    - 食の健康科学ユニット

  - 英語コース
    - “Food and Agriculture for Human Security”, International Post-Graduate Program in Human Security（博士前期課程・後期課程）
- 国際文化研究科（博士前期課程・後期課程）
  - 2015年度入学生以降[65]
    - 国際文化専攻
      - 地域文化研究系
専攻分野（講座）：ヨーロッパ・アメリカ研究、アジア・アフリカ研究、国際日本研究
      - グローバル共生社会研究系
専攻分野（講座）：国際政治経済論、国際環境資源政策論、多文化共生論
      - 言語総合研究系
専攻分野（講座）：言語科学研究、応用言語研究

  - 2014年度入学生以前
    - 国際地域文化論専攻[66]
    - 国際文化交流論専攻[67]
    - 国際文化言語論専攻[68]

  - 英語コース
    - International Graduate Program in Language Sciences（博士前期課程）
    - “Human Security and Society”, International Post-Graduate Program in Human Security（博士前期課程・後期課程）
- 情報科学研究科（博士前期課程・後期課程）
  - 情報基礎科学専攻
講座[69]：情報基礎数理学[※ 145]、情報応用数理学[※ 146]、計算科学[※ 147]、ソフトウェア科学[※ 148]、情報論理学[※ 149]（協力講座）、コミュニケーション論[※ 150]（協力講座）、超高速情報処理論[※ 151]（協力講座）、情報セキュリティ論[※ 152]（協力講座）、広域情報処理論[※ 153]（協力講座）
  - システム情報科学専攻
講座[69]：システム情報数理学[※ 154]、知能情報科学[※ 155]、生体システム情報学[※ 156]、知能ロボティクス学[※ 157]、音情報科学[※ 158]（協力講座）、高次視覚情報学[※ 159]（協力講座）、情報コンテンツ学[※ 160]（協力講座）、融合流体情報学[※ 161]（協力講座）、ソフトウェア構成論[※ 162]（協力講座）
  - 人間社会情報科学専攻
講座[※ 163]：人間情報学[※ 164]、社会政治情報学[※ 165]、社会経済情報学[※ 166]、人間社会計画学[※ 167]、メディア情報学[※ 168]、コミュニケーション心理学[※ 169]（協力講座）
  - 応用情報科学専攻
講座[※ 170]：応用情報技術論[※ 171]、応用生命情報学[※ 172]、情報通信ソフトウェア学[※ 173]（協力講座）、情報ネットワーク論[※ 174]（協力講座）、流動システム情報学[※ 175]（協力講座）、ブレインファンクション集積学[※ 176]（協力講座）、健康情報学[※ 177]（協力講座）、バイオメディカル情報解析学[※ 178]（協力講座）、複雑系統計科学[※ 179]（連携講座）
  - コース（前期課程）
専攻横断的なコースとして、下記の8コースを設置[※ 180]。希望者のみ履修する。各コースで求めている授業科目の単位を修得した学生には、修士学位記のほかに「コース修了証」を授与して、コース修了を認定する。複数のコースを同時に修了することも可能。
    - 情報数学コース
    - 高信頼システムデザインコース
    - ソフトウェアコース
    - ヒューマンインターフェース・ロボティクスコース
    - 情報リテラシー教育コース
    - 空間情報科学コース
    - バイオメディカルサイエンスコース
    - Information Technology and Science Course（英語コース）
- 生命科学研究科[※ 181]（博士前期課程・後期課程）
  - 分子生命科学専攻
    - 生命有機情報科学講座
分野：生命構造化学、分子情報化学、活性分子動態、生命素子機能
    - 遺伝子システム学講座
分野：分子発生制御学、遺伝子調節、情報伝達分子解析、分子応答制御
    - 生体機能分子科学講座
分野：生体機能分子設計、生体機能分子解析、生体機能分子制御、生体機能分子計測

  - 生命機能科学専攻
    - 細胞機能構築統御学講座
分野：膜輸送機構解析、植物細胞壁機能、発生ダイナミクス、器官形成
    - 脳機能解析構築学講座
分野：脳機能遺伝、脳機能解析、脳情報処理、神経行動学
    - 海洋生物学講座
分野：発生生物学、海洋生態行動学
    - 分化制御学講座
分野：腫瘍生物学、分化再生制御、神経機能制御
    - 遺伝子導入（協力教員の分野）

  - 生態システム生命科学専攻
    - 環境遺伝生態学講座
分野：遺伝情報動態、植物生殖遺伝、ゲノム継承システム、地圏共生遺伝生態、宇宙環境適応生態
    - 進化生態科学講座
分野：生物多様性進化、植物生態、群集生態、機能生態学
    - 植物多様性生物学講座
分野：植物系統分類学
    - 保全生物学講座
分野：保全生物学
    - ゲノム生態学講座
分野：ゲノム構造機能[※ 182]

  - 英語コース
    - International Course of Life Sciences（博士前期課程・後期課程）
- 環境科学研究科（博士前期課程・後期課程）
  - 2015年入学生以降
    - 先進社会環境学専攻
      - 講座[※ 183]
資源戦略学[※ 184]、エネルギー資源学[※ 185]、環境政策学[※ 186]、環境応用政策学[※ 187]（協力講座）

    - 先端環境創成学専攻
      - 講座[70]
都市環境・環境地理学[※ 188]、太陽地球システム・エネルギー学[※ 189]、自然共生システム学[※ 190]、資源循環プロセス学[※ 191]、環境創成計画学[※ 192]、地殻環境システム創成学[※ 193]（協力講座）、東北アジア地域社会論[※ 194]（協力講座）、東北アジア地域文化論[※ 195]（協力講座）、東北アジア地域文化論[※ 196]（協力講座）、環境材料物理化学[※ 197]（協力講座）、環境システム材料学[※ 198]（協力講座）、環境適合材料創製学[※ 199]（連携講座）、地球環境変動学[※ 200]（連携講座）、環境リスク評価学[※ 201]（連携講座）、バイオエコマネジメント学[※ 202]（連携講座）
      - コース
        - 地球環境学コース
        - 応用環境学コース
        - 文化環境学コース

    - “Human Security and Environment”, International Post-Graduate Program in Human Security（博士前期課程・後期課程）

  - 2014年入学生以前
    - 環境科学専攻[※ 203]
    - “Human Security and Environment”, International Post-Graduate Program in Human Security（博士前期課程・後期課程）
- 医工学研究科（博士前期課程・後期課程）
  - 医工学専攻
    - 前期課程のコース[※ 204]
      - 基礎医工学コース
      - 臨床医工学コース
      - 社会医工学コース

    - 講座[71]
計測・診断医工学[※ 205]、治療医工学[※ 206]、生体機械システム医工学[※ 207]、生体再生医工学[※ 208]、社会医工学[※ 209]、生体流動システム医工学[※ 210]（協力講座）、人工臓器医工学[※ 211]（協力講座）、生体材料学（協力講座）、生体システム制御医工学[※ 212]（協力講座）、生体情報システム学[※ 213]（協力講座）
- 教育情報学研究部
研究部門[72]：IT教育システム原論研究部門、IT教育認知科学研究部門、IT教育アーキテクチャー研究部門、IT教育応用実践論研究部門、比較IT教育論研究部門（客員研究部門）
- 教育情報学教育部（博士前期課程・後期課程）
  - 教育情報学専攻
講座[72]：IT教育デザイン論、IT教育ネットワーク論、IT教育システム論（協力講座）

### 学部・大学院附属施設
- 歯学部
  - 歯科技工士学校
- 法学研究科
  - 法政実務教育研究センター
- 理学研究科
  - 巨大分子解析研究センター[※ 214]
  - 大気海洋変動観測研究センター[※ 215]
  - 地震・噴火予知研究観測センター[※ 216]
  - 惑星プラズマ・大気研究センター[※ 217]
- 医学系研究科
  - 動物実験施設[※ 218]
  - 創生応用医学研究センター[※ 219]

- 薬学研究科
  - 薬用植物園
- 工学研究科
  - 先端材料強度科学研究センター[※ 220]
  - 超臨界溶媒工学研究センター[※ 221]
  - マイクロ・ナノマシニング研究教育センター
- 農学研究科
  - 複合生態フィールド教育研究センター[※ 222]
  - 先端農学研究センター[※ 223]
- 国際文化研究科
  - 言語脳認知総合科学研究センター
- 生命科学研究科
  - 浅虫海洋生物学研究センター（青森県青森市東部の浅虫温泉近くに所在）[73]

### 附置研究所
- 金属材料研究所[※ 224]（金研、共同利用・共同研究拠点）
  - 量子エネルギー材料科学国際研究センター
  - 新素材共同研究開発センター
  - 強磁場超伝導材料研究センター
  - 関西センター
  - 先端エネルギー材料理工共創研究センター
- 加齢医学研究所[※ 225]（加齢研、共同利用・共同研究拠点）
  - 医用細胞資源センター
  - 非臨床試験推進センター
  - 環境ストレス応答研究センター
- 流体科学研究所[※ 226]（流体研、共同利用・共同研究拠点）
  - 未到エネルギー研究センター
  - 未来流体情報創造センター
  - 次世代流動実験研究センター

- 電気通信研究所[※ 227]（通研、共同利用・共同研究拠点）
  - ナノ・スピン実験施設
  - ブレインウェア研究開発施設
  - 二十一世紀情報通信研究開発センター
- 多元物質科学研究所（多元研）[※ 228]
  - サステナブル理工学研究センター
  - 先端計測開発センター
  - 高分子・ハイブリッド材料研究センター
  - 新機能無機物質探索研究センター
- 災害科学国際研究所（IRIDeS イリディス）[※ 229]

### 東北大学病院
医学部と歯学部共用の教育研究施設。

### 附属図書館
- 本館
- 医学分館
- 工学分館
- 北青葉山分館
- 農学分館

### 学内共同教育研究施設
- 東北アジア研究センター[※ 230]
- 電子光理学研究センター[※ 231]
- ニュートリノ科学研究センター[※ 232]
- 原子炉廃止措置基盤研究センター（福島第一原発の廃炉研究）[74]
- 高度教養教育・学生支援機構
高等教育開発推進センター、国際交流センター、国際教育院、グローバルラーニングセンター、教養教育院、高度イノベーション博士人財育成センターを統合し、2014年4月に設置。高等教育開発部門[※ 233]、教育内容開発部門[※ 234]、学生支援開発部門[※ 235]、業務センターを置いている。
- 学際科学フロンティア研究所[※ 236]
- 学術資源研究公開センター
  - 植物園
  - 総合学術博物館
  - 史料館
- 教育情報基盤センター[※ 237]
- サイクロトロン・ラジオアイソトープセンター[※ 238]
- 未来科学技術共同研究センター (NICHe)
東北大学と産業界との共同研究機関。現在20の研究プロジェクトが進行している。研究部門のほかに開発企画部もあり、研究企画・コーディネートなどの窓口（ワンストップ・ソリューション）機能を持つ。
- 研究教育基盤技術センター
  - 極低温科学センター
  - 先端電子顕微鏡センター
  - テクニカルサポートセンター
- サイバーサイエンスセンター[※ 239]（旧 情報シナジーセンター）
- 未踏スケールデータアナリティクスセンター
- 言語AI研究センター

### 特定事業組織
国立大学法人東北大学組織運営規程による。2015年度版の東北大学概要によると、キャンパスデザイン室、ロシア交流推進室、事業イノベーション本部も記載されている。
- 産学連携推進本部
- 研究推進本部
- 環境保全センター
- 埋蔵文化財調査室
- 動物実験センター
- 遺伝子実験センター
- 環境・安全推進センター
- 男女共同参画推進センター

### その他
国立大学法人東北大学規程集による。2015年度版の東北大学概要によると、マイクロシステム融合研究開発センター、省エネルギー・スピントロニクス集積化システムセンター、電気通信研究機構、材料科学共同研究センター、国際集積エレクトロニクス研究開発センター、産学連携先端材料研究開発センター、レアメタル・グリーンイノベーション研究開発センター、災害復興新生研究機構も記載されている。
- 高等研究機構
  - 原子分子材料科学高等研究機構
  - 先駆的な研究領域を創出するための活動を推進するセンター
- 情報シナジー機構
- 東北メディカル・メガバンク機構[※ 240]
- イノベーション戦略推進本部
- 国際連携推進機構
- 学位プログラム推進機構
- 総合技術部
- 高度教養教育・学生支援機構
- 高等大学院機構
- 産学連携機構
- グリーン未来創造機構
- 研究推進・支援機構
- 極低温科学センター
- 事業支援機構

## 教育および研究

### 教育

#### 特色ある大学教育支援プログラム
- 融合型理科実験が育む自然理解と論理的思考
- 国際コンピテンシー人材育成教育プログラム

#### 「魅力ある大学院教育」イニシアティブ
- 言語研究者・言語教育者養成プログラム
- 国際的若手研究者養成プログラム
- 生体・ナノ電子科学国際教育拠点
- フライト実践による航空宇宙フロンティア

#### 東北大学インターネットスクール
東北大学インターネットスクール (ISTU, Internet School of Tohoku University) は、インターネットで講義をストリーミング提供しているeラーニングシステムである。ISTU では実際の講義で使用されたスライドや、配布資料をインターネットで閲覧しながら、講義の動画を見ることができる。また、レポートの提出、復習、採点、受講管理、単位取得など実際と同じように学習できるよう工夫されている。時間や場所にとらわれずに、講義の臨場感を体験しながら、繰り返し受講できることが最大のメリットである。他にもインターネットならではの機能が充実し、IT教育や知識のネットワーク化など大学教育の情報化を進めている。世界中どこにいても講義が受けられるため、社会人を受け入れている多くの学部で講義のコンテンツ化が進んでいる。さらに、大学内の講義の補助としても一部利用されている。また、特別講義などについては一般にも視聴が開放されている。

### 研究

#### 21世紀COEプログラム
21世紀COEプログラムは13件採択されている。
- 2002年度

生命科学
- バイオナノテクノロジー基盤未来医工学

化学・材料科学
- 大分子複雑系未踏化学
- 物質創製・材料化国際研究教育拠点

情報・電気・電子
- 新世代情報エレクトロニクスシステムの構築

人文科学
- 言語・認知総合科学戦略研究教育拠点

- 2003年度

医学系
- シグナル伝達病の治療戦略創生拠点

数学・物理学・地球科学
- 物質階層融合科学の構築
- 先端地球科学技術による地球の未来像創出

機械・土木・建築・その他工学
- ナノテクノロジー基盤機械科学フロンティア
- 流動ダイナミクス国際研究教育拠点

社会科学
- 社会階層と不平等研究教育拠点の形成
- 男女共同参画社会の法と政策

- 2004年度

革新的な学術分野
- 医薬開発統括学術分野創生と人材育成拠点

#### グローバルCOEプログラム
グローバルCOEプログラムは12件採択されている。
- 2007年度

生命科学
- 脳神経科学を社会へ還流する教育研究拠点

化学・材料科学
- 分子系高次構造体化学国際教育研究拠点
- 材料インテグレーション国際教育研究拠点

情報・電気・電子
- 情報エレクトロニクスシステム教育研究拠点

学際・複合・新領域
- 新世紀世界の成長焦点に築くナノ医工学拠点

- 2008年度

医学系
- Network Medicine 創生拠点

数学・物理学・地球科学
- 物質階層を紡ぐ科学フロンティアの新展開
- 変動地球惑星学の統合教育研究拠点

機械・土木・建築・その他工学
- 流動ダイナミクス知の融合教育研究世界拠点

社会科学
- 社会階層と不平等教育研究拠点の世界的展開
- グローバル時代の男女共同参画と多文化共生

学際・複合・新領域
- 環境激変への生態系適応に向けた教育研究

#### 世界トップレベル国際研究拠点形成促進プログラム
世界トップレベル国際研究拠点形成促進プログラムは1件採択されている。
- 2007年度

- 世界トップの材料科学研究拠点形成（東北大学原子分子材料科学高等研究機構 (AIMR)）

#### 国際化拠点整備事業
文部科学省の国際化拠点整備事業（グローバル30事業）に採択されている。
- 2007年度

- 東北大学原子分子材料科学高等研究機構

## 学生生活

### 大学祭

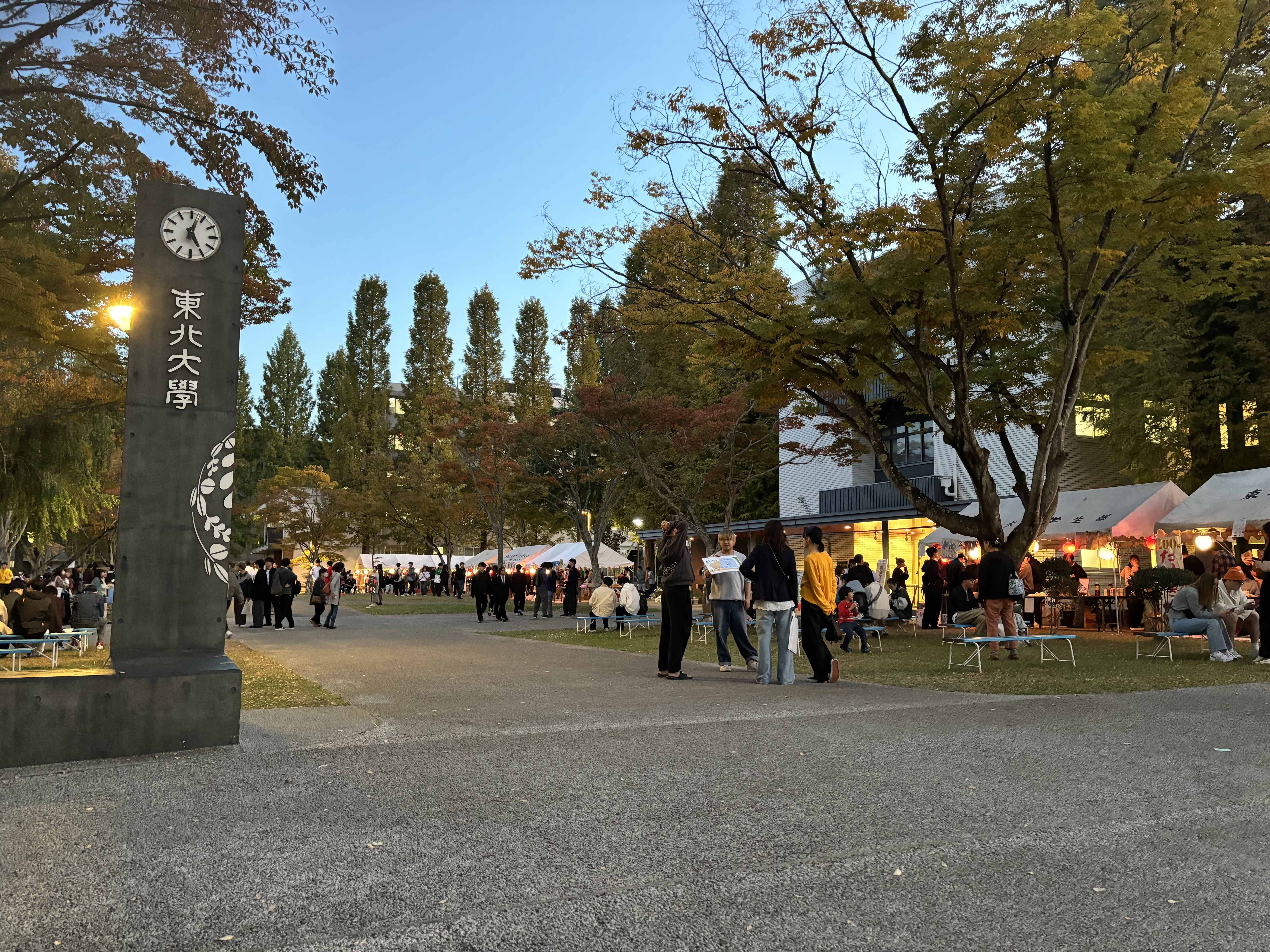
第76回東北大学祭（2024年開催）の様子

東北大学祭（とうほくだいがくさい、英語: Tohoku University Festival）は東北大学が開催する大学祭であり、東北地方最大級の規模を誇る。近年はオンライン開催となった第71回東北大学祭を除き、川内北キャンパスを会場として実施されており、コロナ禍前は3万から4万人程度が来場していた。毎年、10月ないし11月の3日間にかけて実施され、模擬店や作品展示、パフォーマンス、音楽ライブ、その他イベントが催される。
以下は2013年から2024年までの東北大学祭のテーマである。
| 年度           | テーマ                       | 備考                                                           |
| -------------- | ---------------------------- | -------------------------------------------------------------- |
| 65回（2013年） | Heart Heart                  |                                                                |
| 66回（2014年） | Up to you                    |                                                                |
| 67回（2015年） | 狂おしいほど、愛             |                                                                |
| 68回（2016年） | 創造しくってごめんなさい     |                                                                |
| 69回（2017年） | もどれ童心、おどれ若人       |                                                                |
| 70回（2018年） | 笑う祭（フェス）には福来たる |                                                                |
| 71回（2019年） | 舞わん現世、生きん夢         |                                                                |
| 72回（2020年） | Re:start                     | リアルタイム企画配信などのオンライン開催。                     |
| 73回（2021年） | 情熱的に、青い               | 来場者を東北大生に限定した対面開催で実施。                     |
| 74回（2022年） | 轟 -TODOROKI-                | 人数制限を設けた対面開催で実施。模擬店企画は実施されなかった。 |
| 75回（2023年） | 、されどソラの蒼さを知る     | 飲食企画を含めた完全開催。Mr.&Ms. Mixture Contestが初開催。    |
| 76回（2024年） | 綴る、この日の思い出を       |                                                                |

### スポーツ

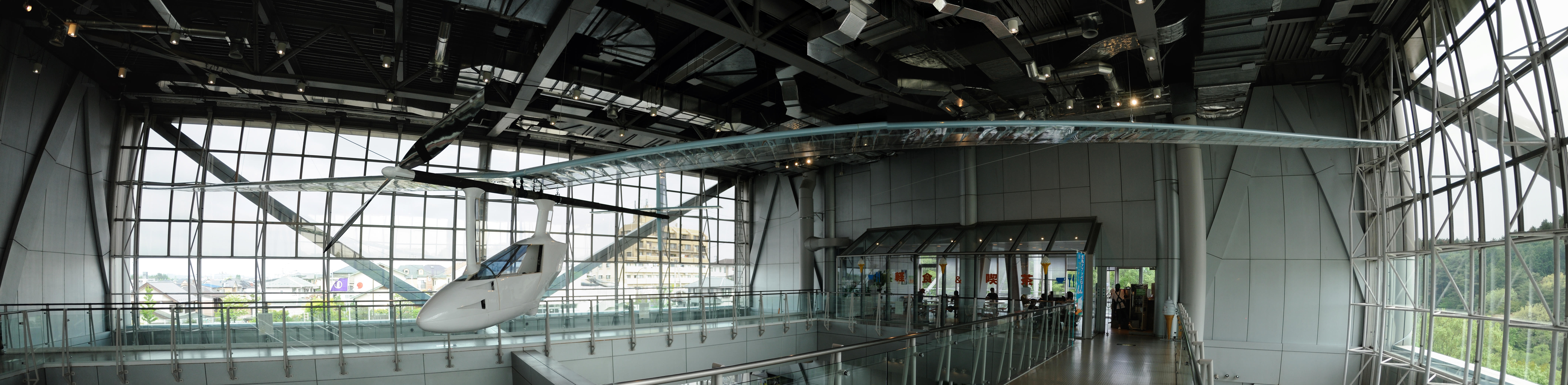
スリーエム仙台市科学館3階に常設展示されている、東北大学Windnautsの「鳥人間コンテスト選手権大会」2011年&2012年の優勝機体（復元）。

- Windnauts は、読売テレビ主催「鳥人間コンテスト選手権大会」の人力プロペラ機ディスタンス部門において6回優勝している（2015年現在）。加えて、大会最高記録も残している。
- 硬式野球部は、仙台六大学野球連盟に加盟している。
- 陸上競技部長距離パートは、全日本大学駅伝では2024年現在まで常連出場の1校であり、東北地区では最多出場校である。
- 漕艇部は、1895年（明治28年）の旧制二高水上運動部設立まで遡る。1960年（昭和35年）には在学生が男子エイトの日本代表クルーとしてローマオリンピックに出場している。
- トライアスロン部は、日本で初めて、サークルから大学の公認する体育会の部に昇格したトライアスロンクラブである[90]。また、日本学生トライアスロン連合の設立（1993年）以前の1988年に、全国に先駆けて設立された宮城県学生トライアスロン協議会を結成する母体になった[91]。
- アメリカンフットボール部は、東北代表としてパインボウルへ出場経験がある。
- 熱気球部では、1982年の日本選手権で優勝、1983年の第6回熱気球世界選手権（仏・ナント）参加、また熱気球学生選手権での優勝経験もある。

## 大学関係者と組織

### 萩友会
既存の同窓会を基礎とし、在校生や在籍経験のある教職員、在校生の保護者や大学に関係の深い人物の親睦を目的とした交友組織。創立100周年となる2007年に東北大学校友会として発足し、2009年に「萩友会（しゅうゆうかい）」へ名称が変更された。
医学部医学科（艮陵同窓会）、経済学部（経和会）、工学部（青葉工業会）のみ特別な会名が付けられている。また金属材料研究所（研友会）、流体科学研究所（流友会）、多元物質科学研究所（多友会）、加齢医学研究所同窓会など、各研究所にも同窓会が存在し萩友会に参加している。
萩友会の会員は、仙台市に本拠地を置く東北楽天ゴールデンイーグルスの観戦チケットが優待価格で購入できる（ホームゲームのみ）。

### 他
- 帝国大学は「東大」「京大」「九大」「北大」「城大」「台大」「阪大」「名大」というふうに一字に略して表記できるが、東北大学のみこうした漢字一字+大スタイルの略称が無い。ただし、東北地方では麻雀の牌の呼び方にちなんだ「トンペイ」という呼び名で呼ばれることがある。なお異称として「東北の丘」を意味する「艮陵（ごんりょう）」があり、主に医学部の関連団体に使われている[94]。
- 東北大学白菊会 - 篤志献体組織。慰霊祭はかつて松音寺において仏式で行っていたが、1978年（昭和53年）からは特定の宗教に拠らない医・歯学部合同慰霊祭の形で川内記念講堂（現・東北大学百周年記念会館）で開催している[95]。無縁仏の遺骨は1982年（昭和57年）に仙台市葛岡墓園に設けられた「東北大学納骨堂」に納めている[95]。

### 大学関係者一覧

東北大学の著名な卒業生
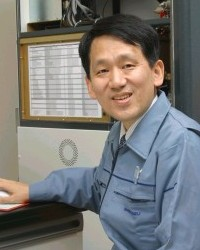
田中耕一 科学者
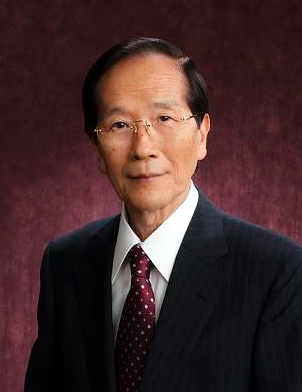
遠藤章, 農芸化学者
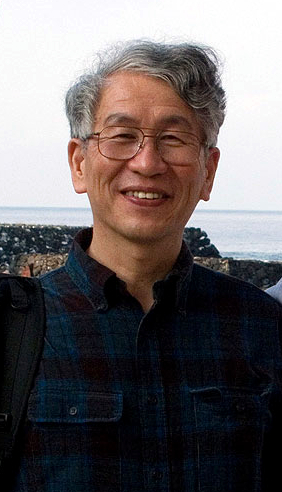
鈴木厚人, 物理学者
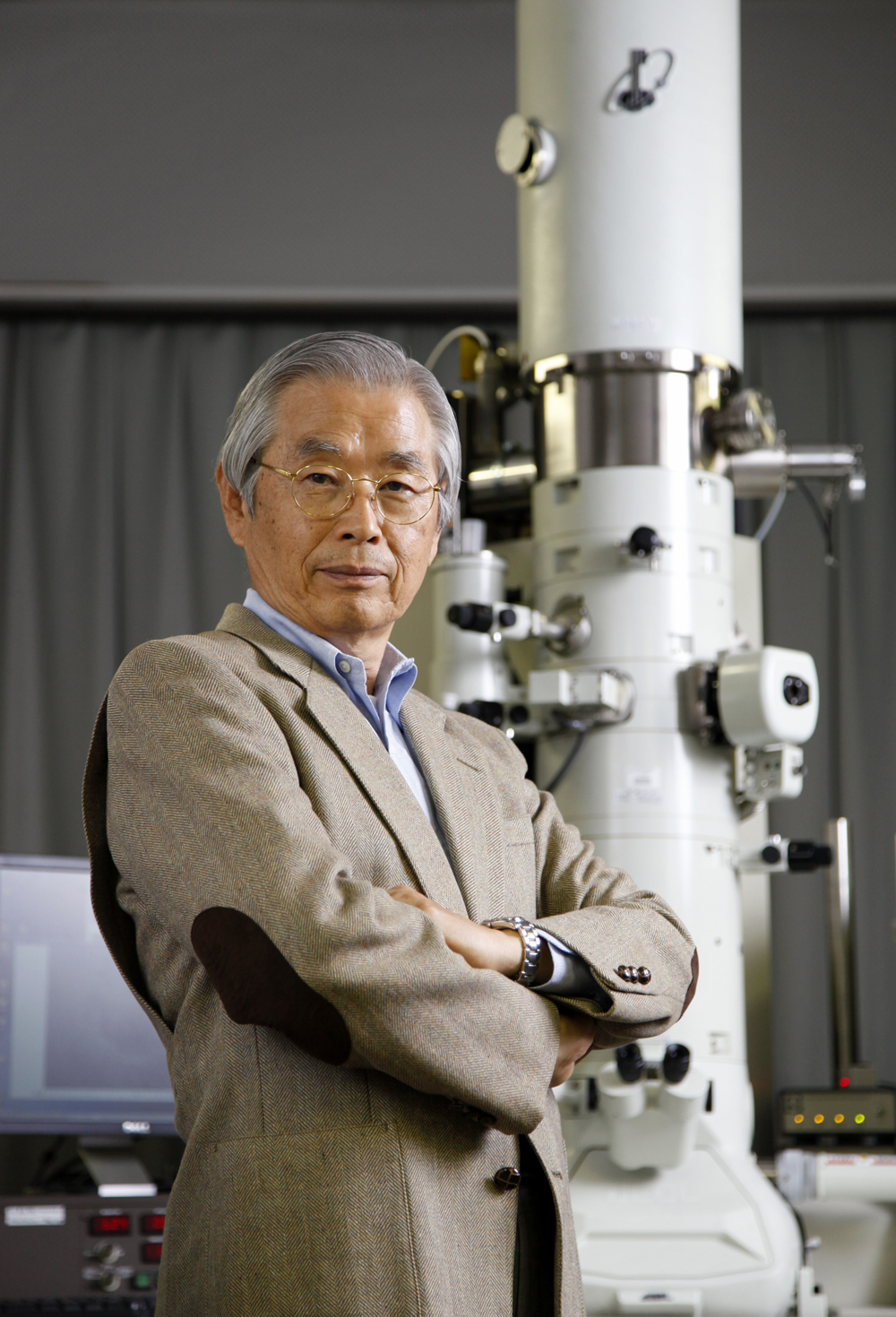
飯島澄男, 物理学者
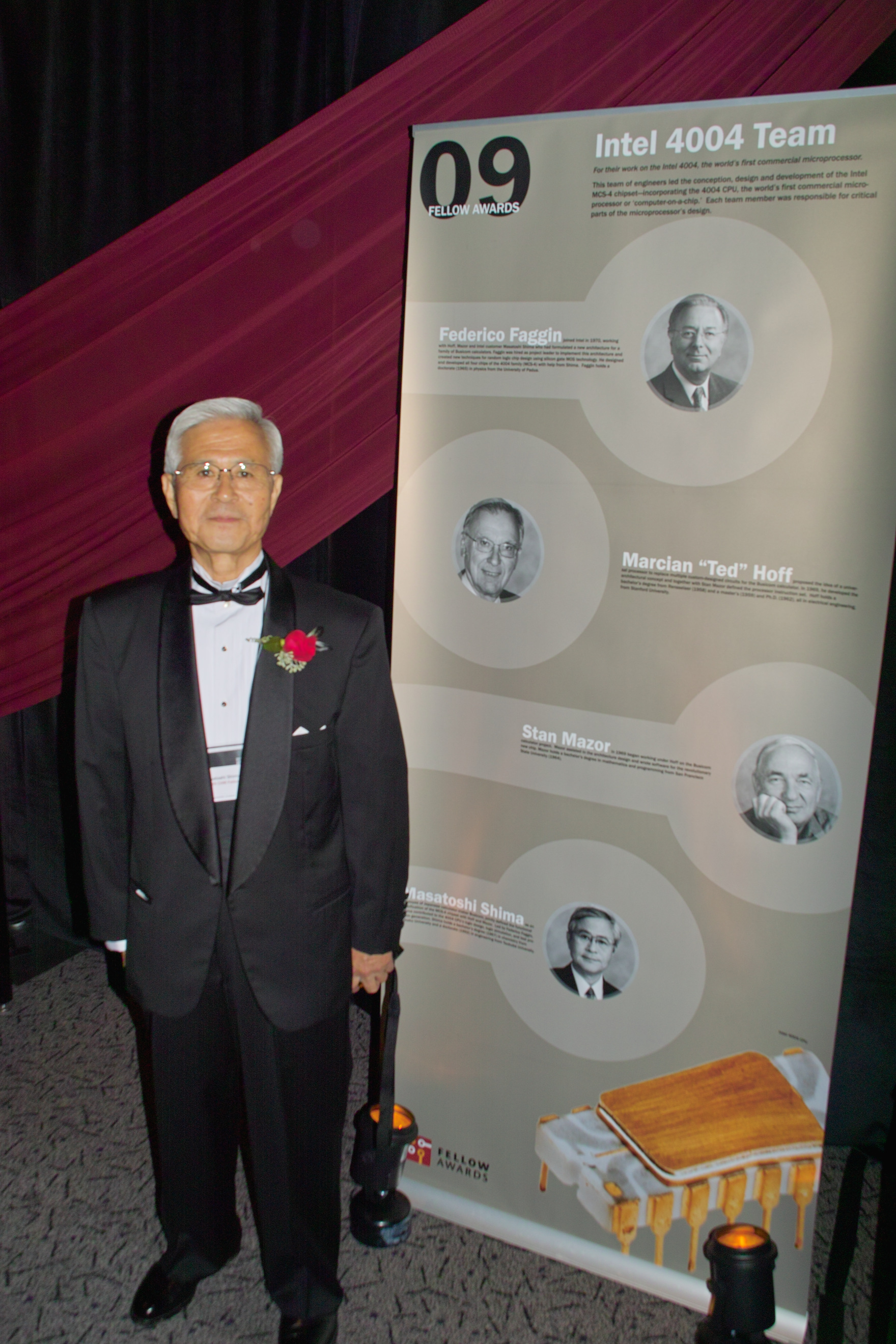
嶋正利, マイクロプロセッサアーキテクト
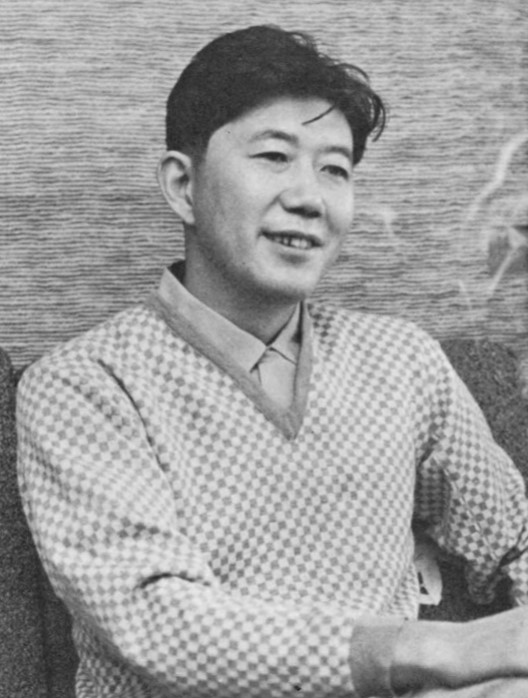
北杜夫, 作家
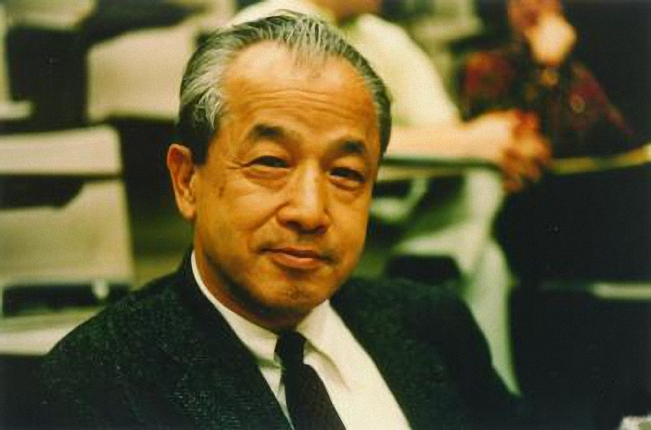
角谷静夫, 数学者
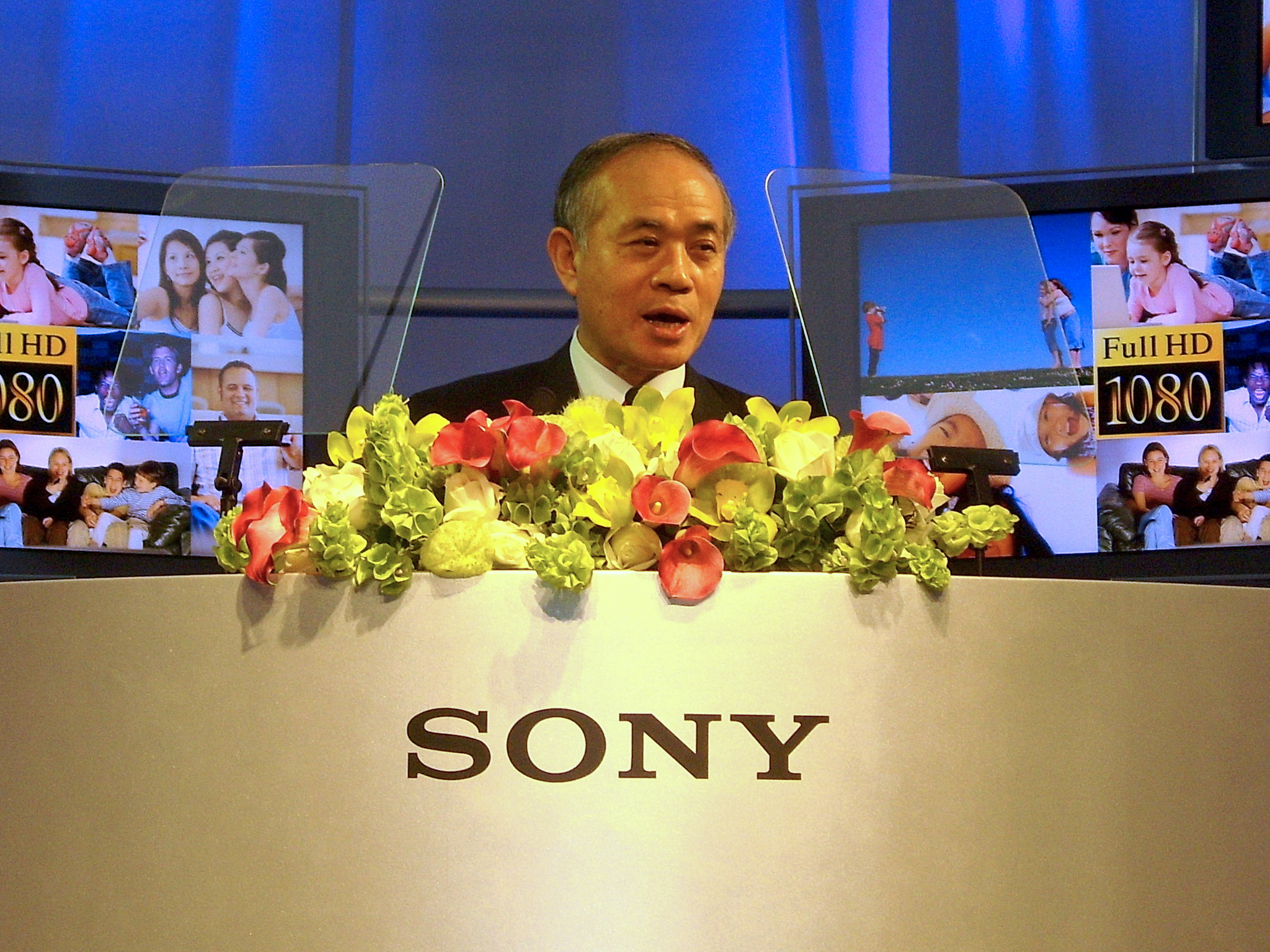
中鉢良治, ソニー社長
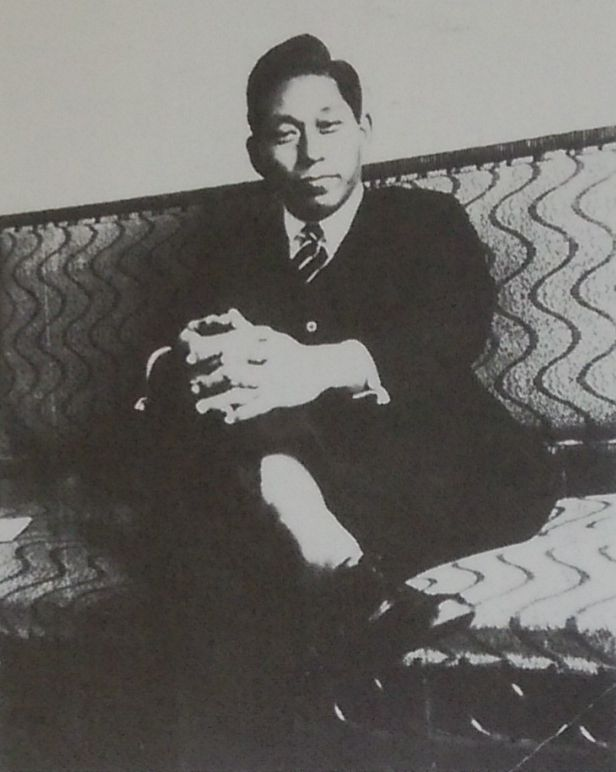
松前重義, 東海大学創立者
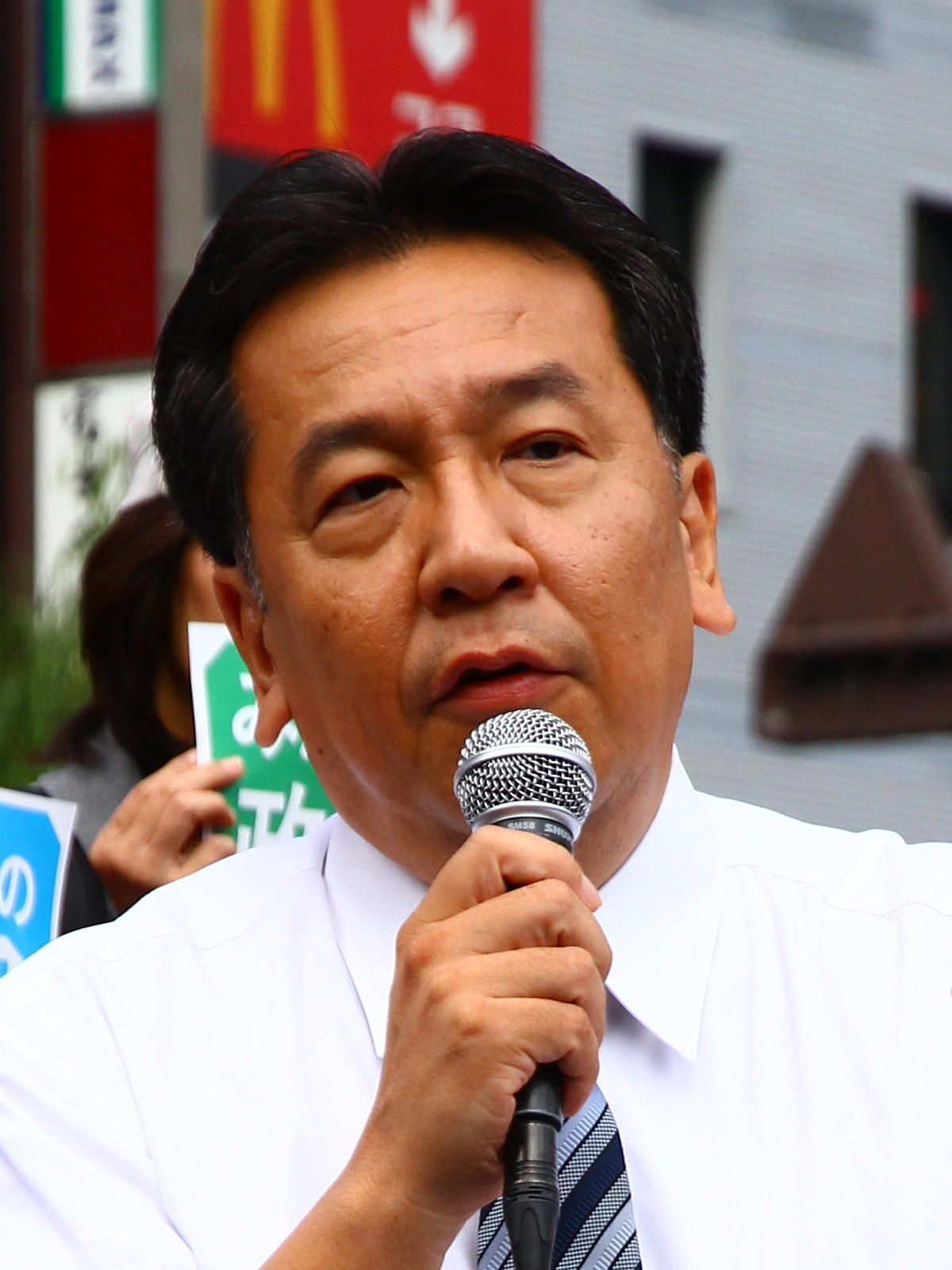
枝野幸男, 政治家・民主党代表
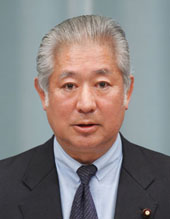
森英介, 政治家・法務大臣
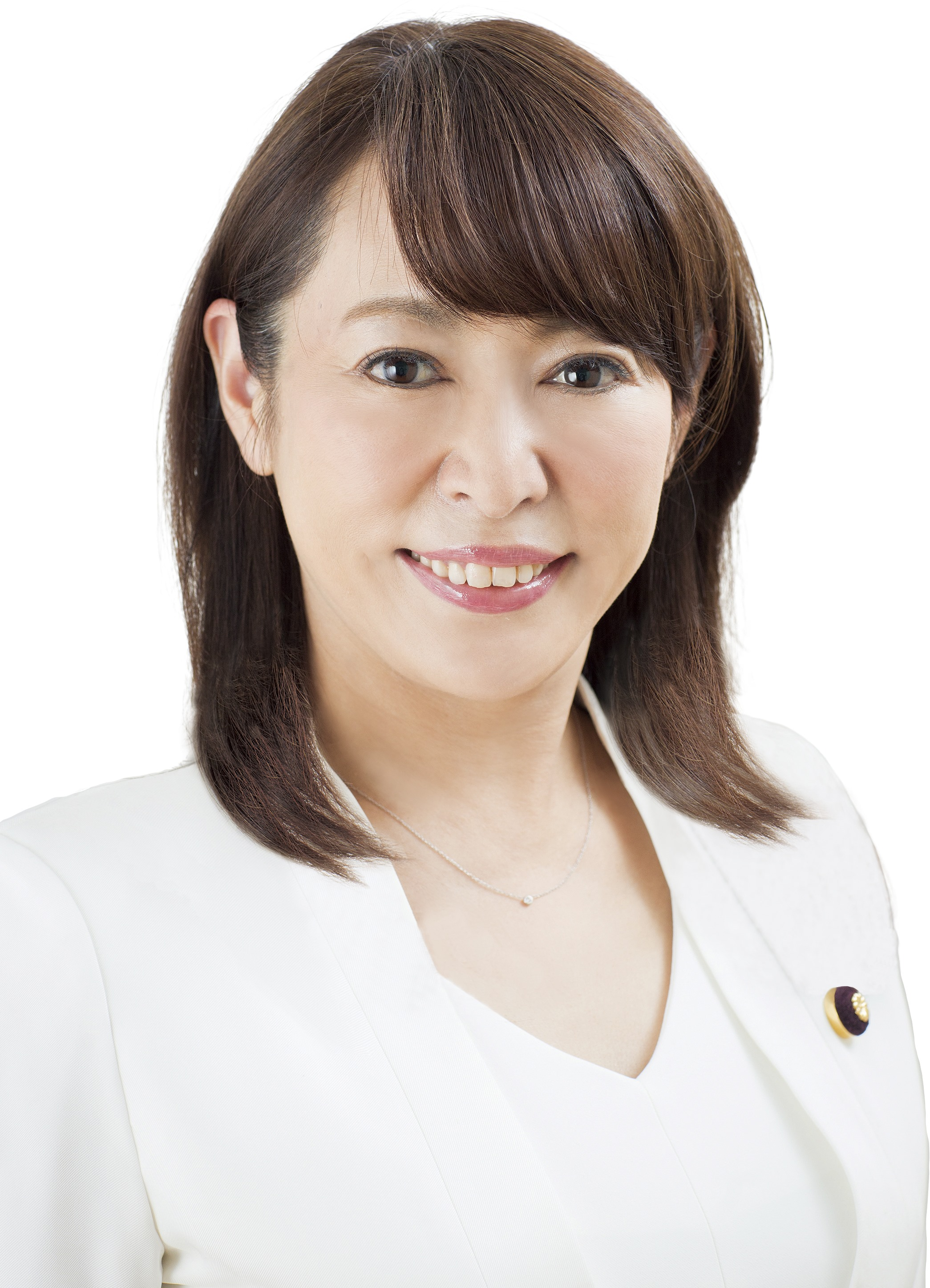
森まさこ, 政治家・法務大臣
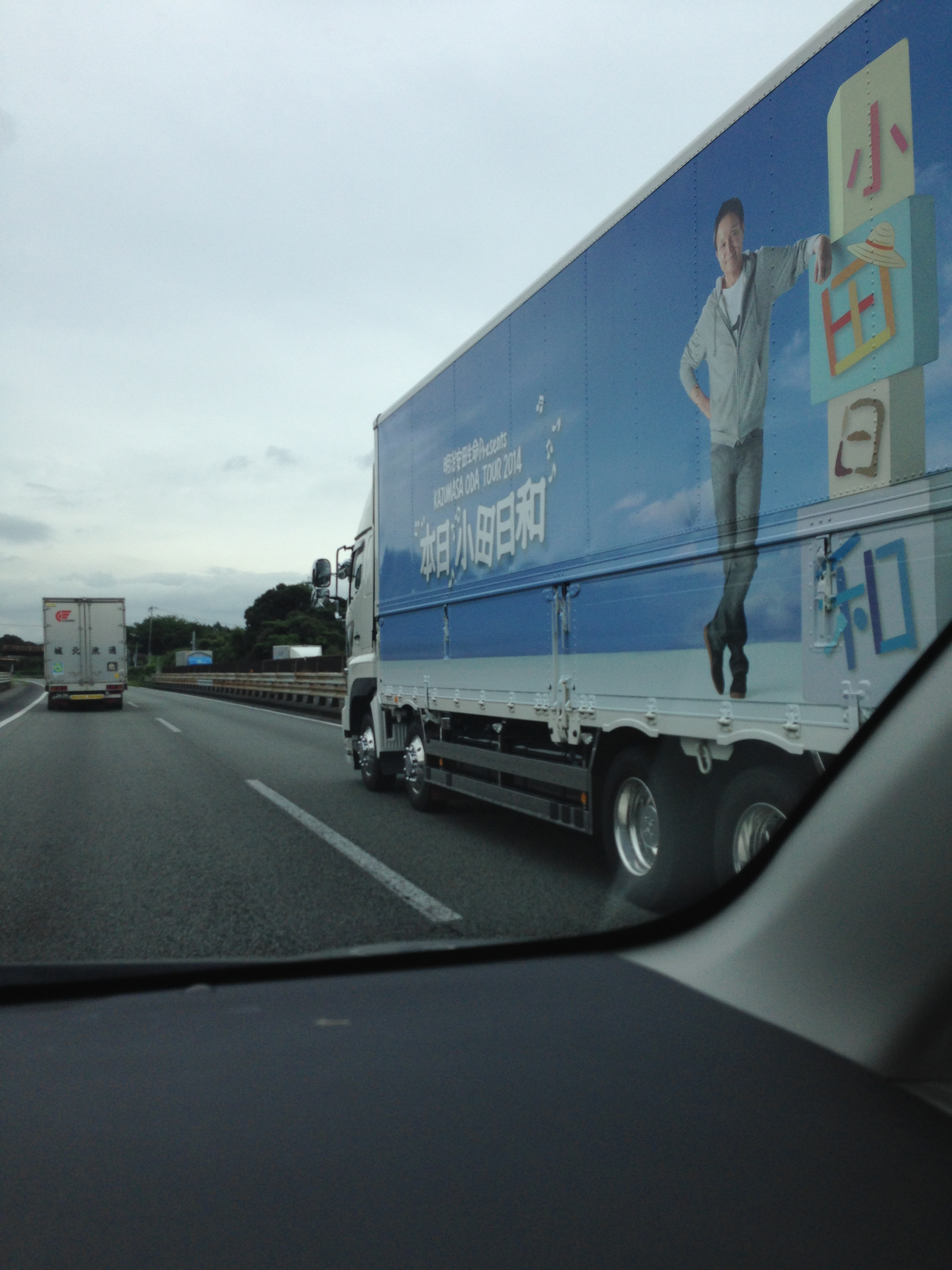
歌手　小田和正

## 施設
東北大学は、仙台市内に複数所在するキャンパスに分散されており、所属学部や所属研究室によってキャンパスの移動が大きく異なるという特徴をもつ。

### 片平キャンパス

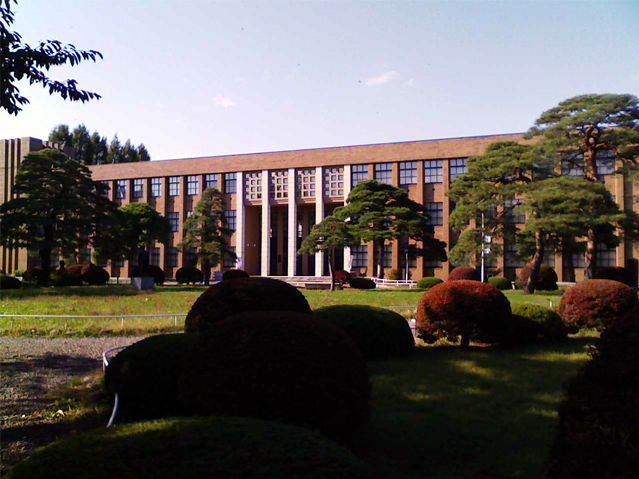
本部棟（片平キャンパス）

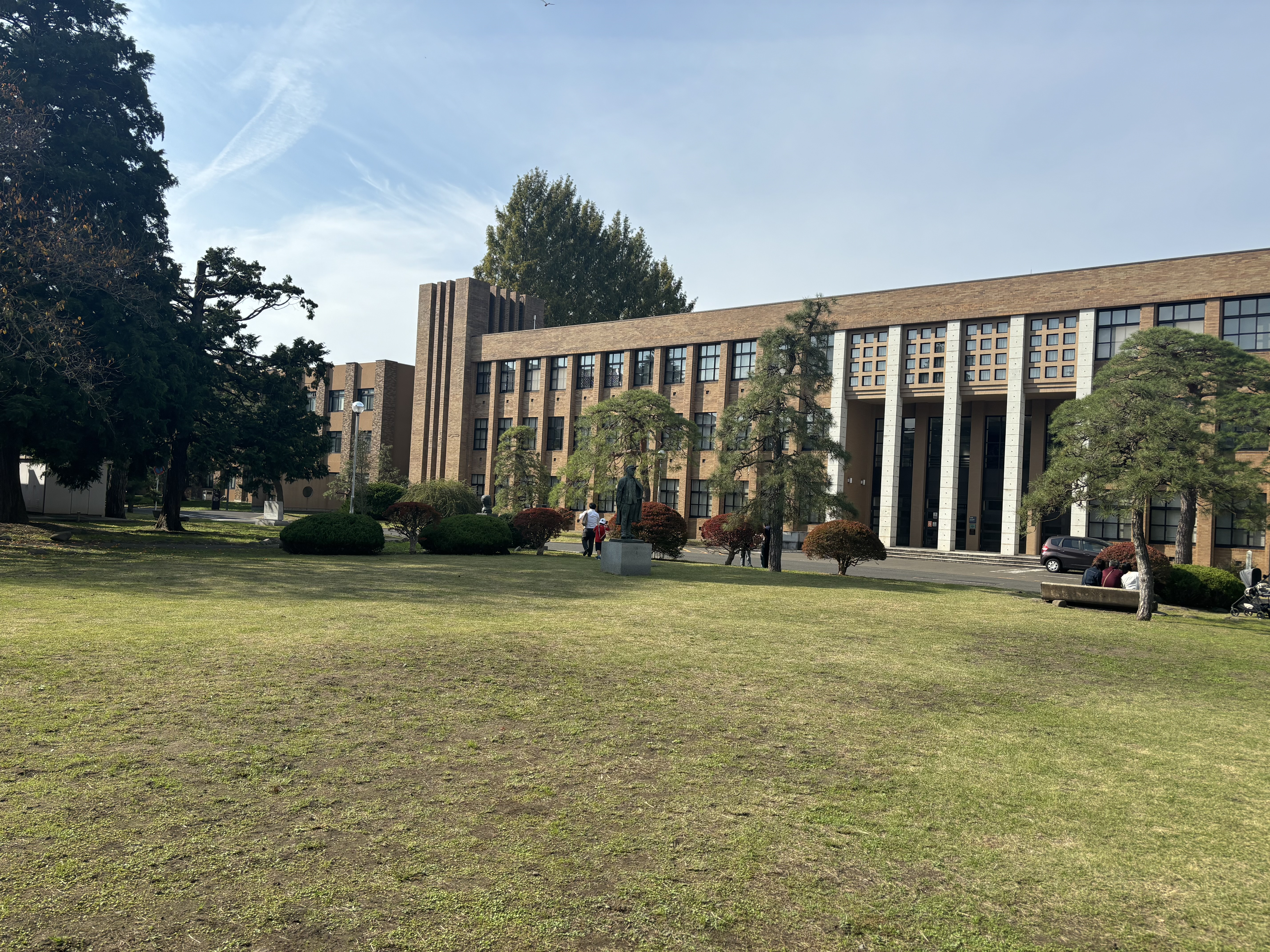
東北大学本部

片平キャンパスは研究所や大学本部を中心としたキャンパスである。総敷地面積は229,613m2。仙台市中心部という立地から市民との交流の場として位置付けられており、様々な公開行事に用いられる他、春には花見客で賑わう。2007年には百周年記念行事の会場としても用いられた。
片平地区は仙台藩の重臣の屋敷が建てられていたが、明治以降は陸軍が取得した。その後は第二高等中学校、仙台医学専門学校、宮城県第一中学校、仙台高等工業学校、東北帝国大学と教育機関が利用する文教地区となっている。
東北大学で最も古いキャンパスであるため帝国大学時代の建てられた歴史的価値のある近代建築が現存しており、2021年までに13件（国立大学で最多）の建造物が登録有形文化財に登録されている。また建築物の多くは現在も資料館などとして利用されている。
東北帝国大学附属図書館閲覧室は東北大学史料館となっており、大学の歴史に関わる資料の保存・公開や、ゆかりの人々を紹介する展示などが行われている。なおこの建物は、1973年に附属図書館が川内地区に移転するまで、本館として使用されていた。
旧東北帝国大学理学部生物学教室の1階は大学の歴史を紹介する「東北大学ギャラリー ひすとりあ」となっており、キャンパスツアーの拠点として利用されている。
仙台医学専門学校に留学した魯迅が学んでいた旧仙台医学専門学校六号教室は「階段教室」の通称で知られており、中国人観光客も訪れる。1998年11月29日には江沢民・中華人民共和国主席（当時）も公式訪問した。なお、見学には事前申請が必要であり、建物の保存の観点から人数制限もある。
キャンパス内には放送大学の宮城学習センターが所在する。東北大学では放送大学学園と単位互換協定を結んでおり、多様な学習の機会が提供されている。宮城学習センターは旧東北帝国大学理学部生物学教室に入居している。
使用学部
なし
使用研究科
- 生命科学研究科

- 法学研究科（法科大学院のみ）
- 経済学研究科（会計大学院のみ）

使用附属施設
- 金属材料研究所
- 電気通信研究所

- 多元物質科学研究所
- 流体科学研究所

交通アクセス
仙台市営バス東北大正門前停留所下車 徒歩1分
仙台市地下鉄南北線 - 五橋駅下車 徒歩6分
仙台市地下鉄東西線 - 青葉通一番町駅下車 徒歩8分
敷地の変遷
片平丁
旧陸軍省用地→第二高等中学校→医工両学部設置→医が移転→東北帝国大学本部設置→旧制二高移転→法文学部設置→研究所等
南六軒丁
宮城県立仙台第一中学校→仙台高等工業学校→東北帝国大学工学部→研究所等→東北学院大学に一部売却

### 川内キャンパス

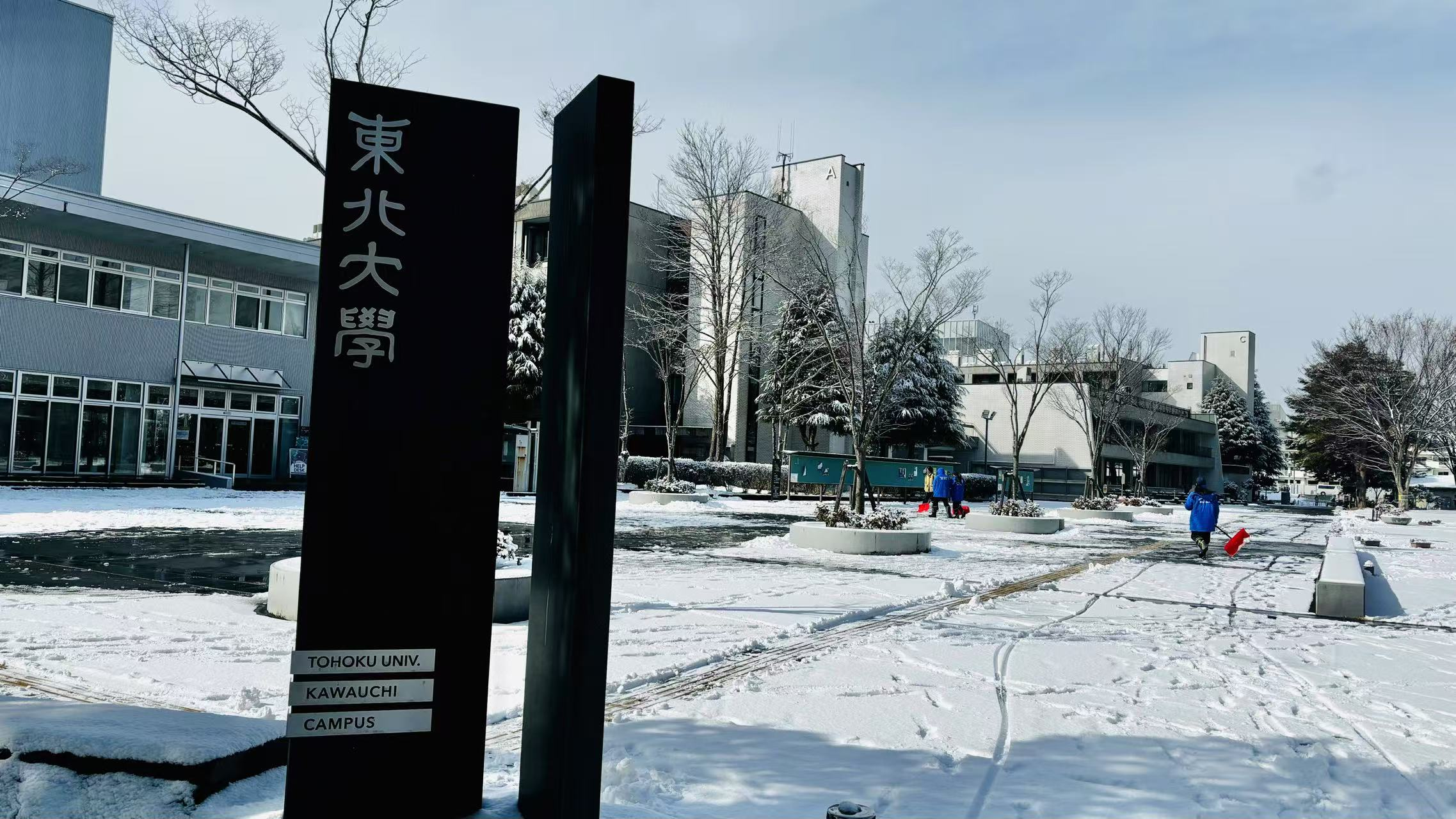

全学部の1,2年生が全学教育を受ける川内北キャンパスと文科系学部・研究科が研究を行う川内南キャンパスを擁する。

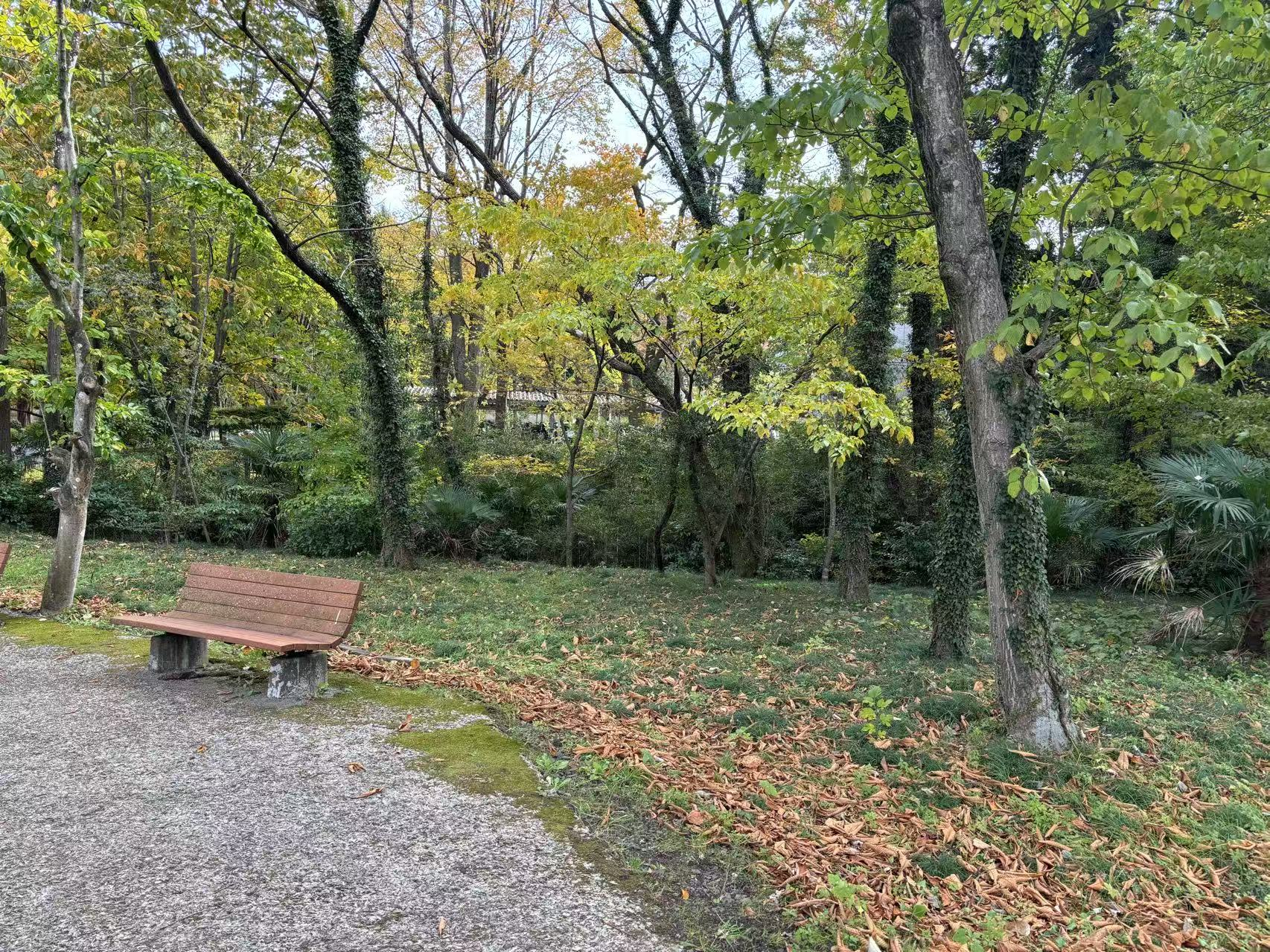

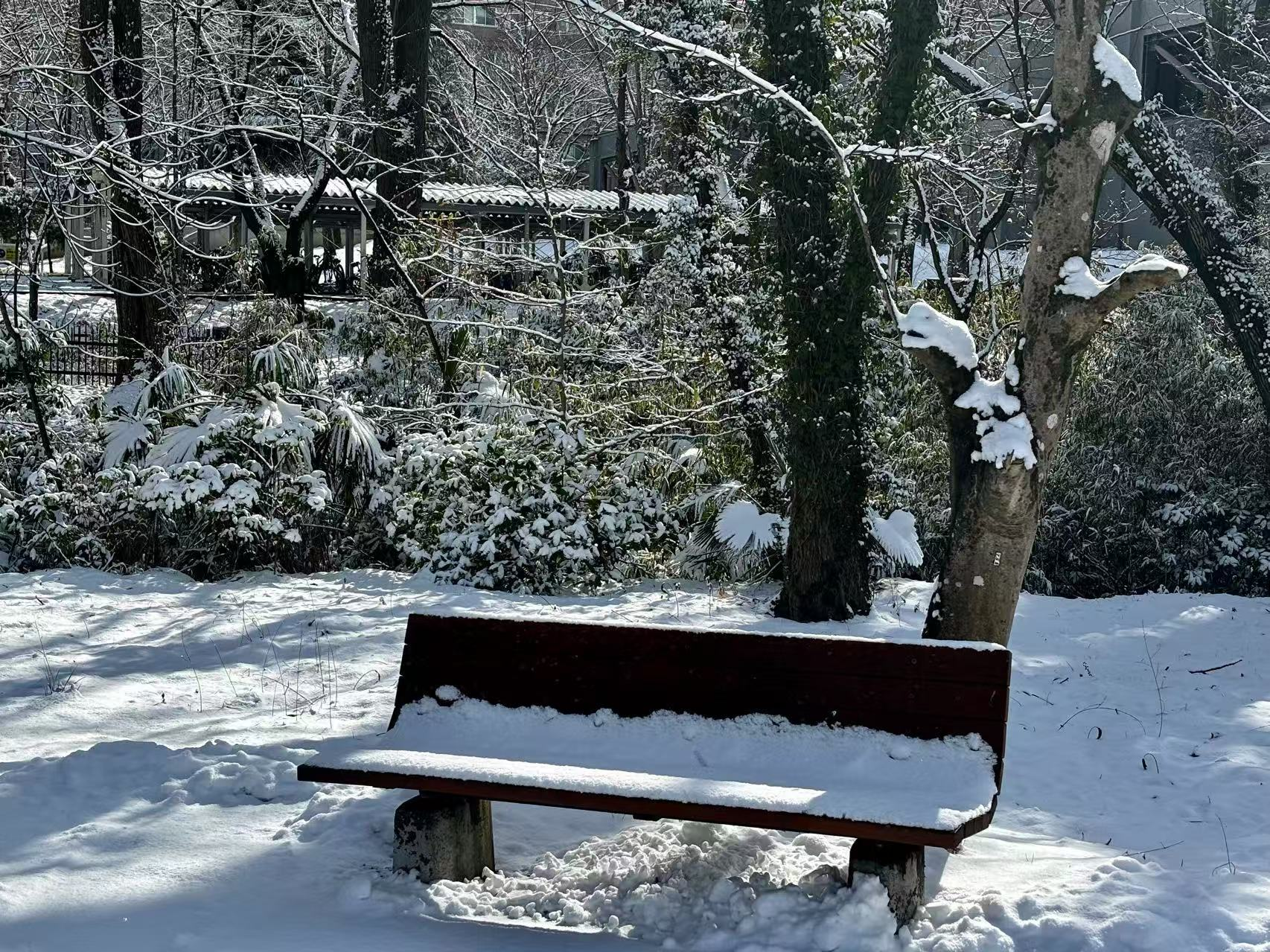

### 青葉山キャンパス
理工系学部・研究科が集積するキャンパスで、青葉山東キャンパス・青葉山北キャンパス・青葉山新キャンパスを擁する。

### 星陵キャンパス

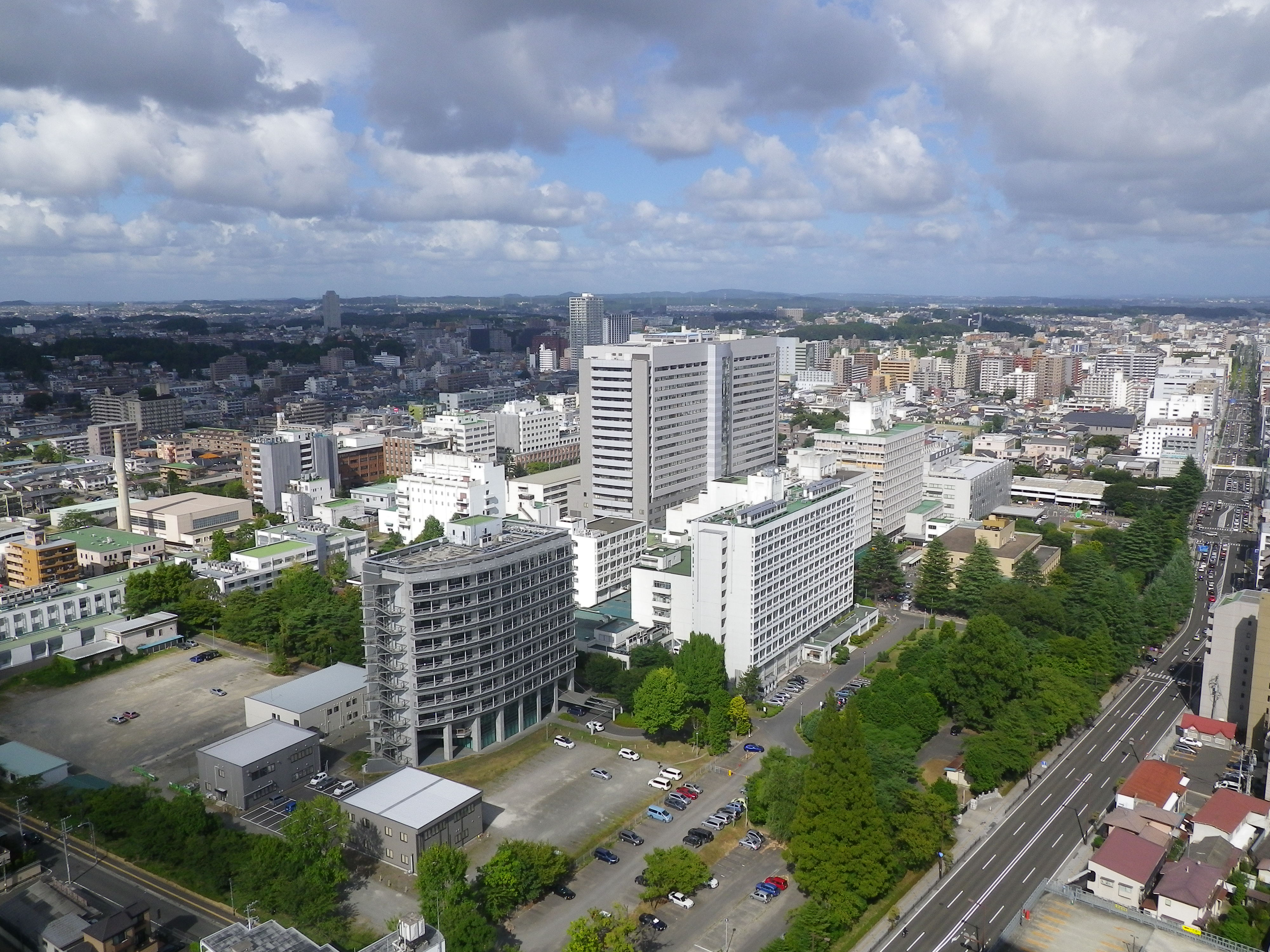
星陵キャンパス（最も高い建物ほかが東北大学病院）

星陵キャンパスは、東北大学病院と医学部、歯学部が設置されているキャンパスである。総敷地面積は179,214m2である。
使用学部
医学部、歯学部
使用研究科
医学系研究科、歯学研究科
使用附属施設
東北大学病院、加齢医学研究所、歯学部附属歯科技工士学校
交通アクセス
仙台市地下鉄南北線 - 北四番丁駅下車 徒歩8分
仙台市営バス・宮城交通バス東北大学病院前停留所下車 徒歩2分
仙台市営バス交通局東北大学病院前停留所下車 徒歩3分
敷地の変遷
宮城病院→東北帝国大学・医および附属病院→医歯系学部用地・東北大学病院

### その他

#### 三神峯・電子光理学研究センター
戦前までは陸軍幼年学校仙台校が置かれ、戦後一時期には教養部が置かれたことがある。現在は、理学部付属施設の原子核理学研究施設を改組させた、全国共同利用・共同研究拠点の一つ(電子光理学研究拠点)である電子光理学研究センターがある。
使用学部
理学部（協力講座として）
使用研究科
理学研究科（協力講座として）
交通アクセス
宮城交通バス 西多賀一丁目西・三神峯公園入口下車 徒歩10分

#### 平井サテライト
東北大学会計大学院の留学生向けコースとして東京都江戸川区に設置されたサテライトキャンパスである。

#### 旧雨宮キャンパス

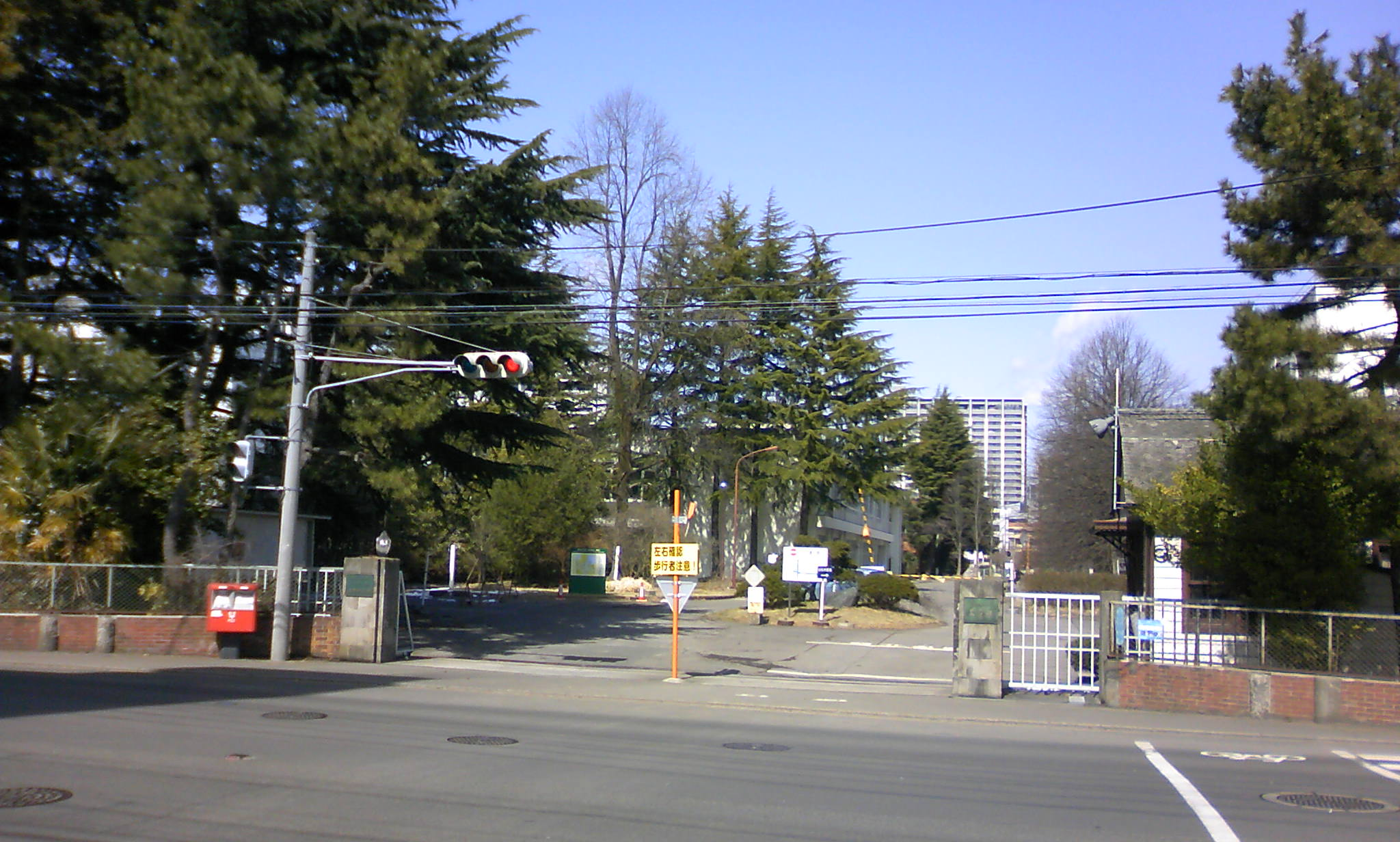
雨宮キャンパス正門前

雨宮キャンパスは2017年4月に青葉山へ移転するまで農学部（および大学院）のみが使用していたキャンパスであり、敷地内に複数の研究棟（延べ31,322m2）と農場などが存在していた。周辺は超高層マンションが林立する住宅地であり、同じく市内中心部に位置する片平・星陵キャンパスとは異なる閑静な雰囲気を持っている。また、宮城教育大学上杉キャンパス（附属幼稚園・小学校・中学校）や仙台市立上杉山中学校、宮城県立視覚支援学校など各種学校が集中する文教地域でもある。付近には勝山企業が経営していた迎賓館・結婚式場（勝山館。現ヨークベニマル仙台上杉店）や勝山公園がある。跡地は一般競争入札によってイオンモール株式会社に売却され、医療機関（仙台厚生病院の移転）、大規模分譲マンション、商業施設として再開発される。
旧使用学部
農学部
旧使用研究科
農学研究科、生命科学研究科
旧使用附属施設
加齢医学研究所雨宮分所
交通アクセス
仙台市地下鉄南北線 - 北四番丁駅下車 徒歩5分
仙台市営バス堤通雨宮町、上杉二丁目停留所下車 徒歩3〜5分
宮城交通バス堤通雨宮町、仙台放送前下車 徒歩5分
敷地の変遷
大正時代まで農地→旧制第二高等学校が片平から移転→農学部→イオンモール仙台上杉

### キャンパス統合問題
2017年以前、東北大学は仙台市青葉区内の5ヶ所にキャンパスが分散していた。片平および雨宮キャンパスについては、青葉山キャンパスに隣接する宮城県有地への移転が1994年頃から計画されていたが、宮城県有地を使用している仙台カントリー倶楽部との土地明け渡し交渉が難航していたため、計画の進行が停止していた。
2003年4月、宮城県と仙台カントリー倶楽部との間で和解が成立し、移転計画が本格化することになったが、移転費用として見込んでいた農学部の跡地（イオンモール株式会社へ売却）や片平キャンパス南部分（東北学院大学へ売却）などの評価額がバブル景気期から比べて相当下落してしまったこともあり、移転費用をどう捻出するか問題になっていた。
青葉山新キャンパスの敷地内には2015年開業の仙台市地下鉄東西線青葉山駅が、川内北キャンパスの北門地下には同線川内駅が建設されている。また、学会などで国際センターと川内記念講堂とが有機的に連携して利用されることを想定し、同線国際センター駅（宮城県スポーツセンター跡地）と川内記念講堂との間には接続歩道が建設された（国際センター西バス停から萩ホールに抜けられる階段が設置されている）。
長期計画として、片平キャンパスの青葉山新キャンパスへの全面移転と星陵キャンパス研究部門（新設学科分は建物新設。その他は耐震補強のみ）の川内北キャンパスへの移転が構想されている。なお、星陵キャンパス（医学部）では大学病院の病棟を新築中であり、青葉山に移転予定とすると国からの財政支援が断たれる可能性があったことから全面移転計画は作らなかった。
移転計画は「トライアングル・ビジョン」と名付けられ、
- 青葉山・川内グリーンキャンパス
- 片平アーバンキャンパス
- 星陵メディカルキャンパス

の3つに統合する計画になっている。

### 学生食堂

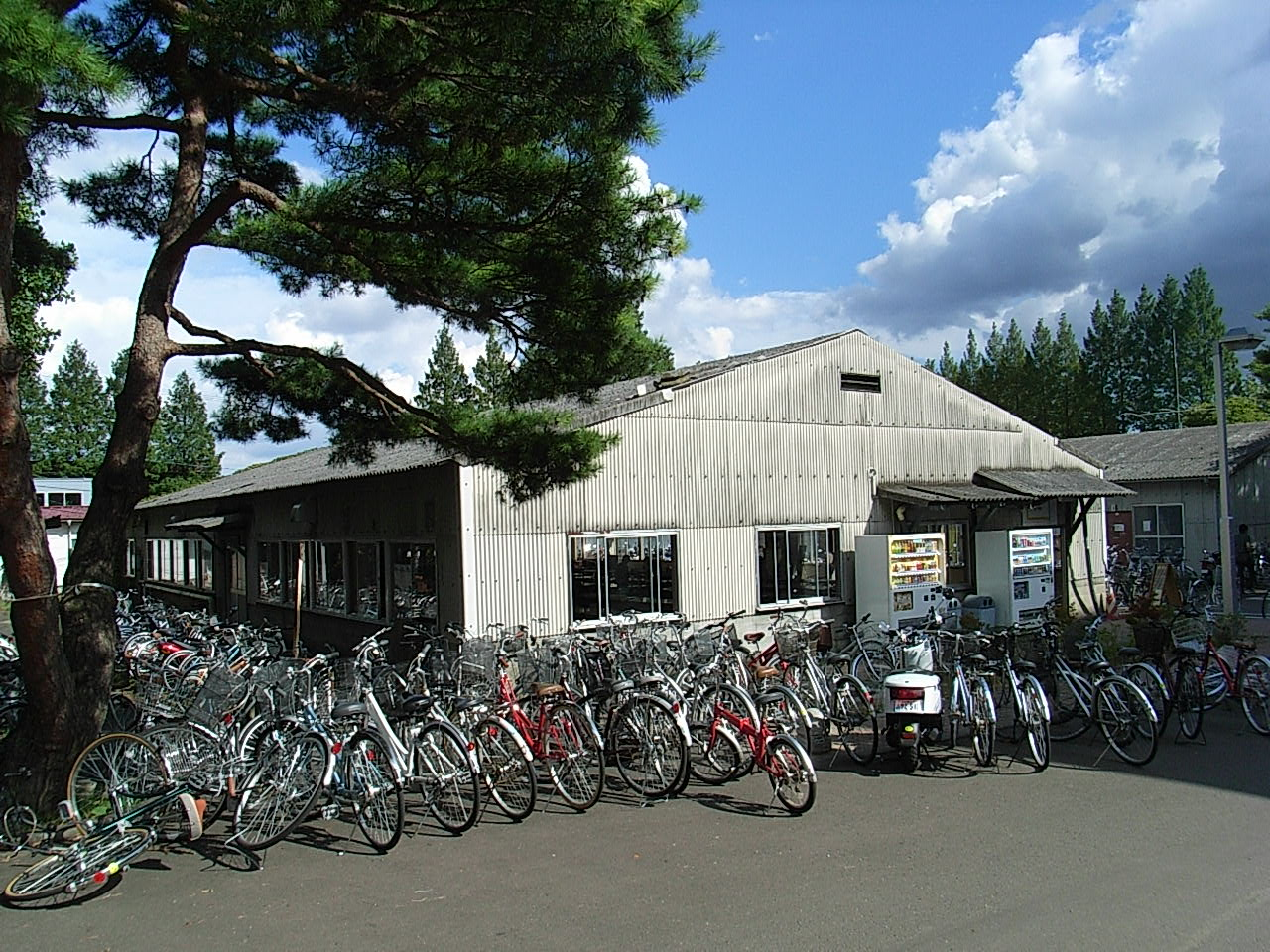
「貧食」と呼ばれていた（旧）川内第2食堂（2007年）。仙台市地下鉄東西線の建設工事に伴い、2008年に新築移転した。

東北大学の学生食堂は東北大学生活協同組合が独占経営していた。しかし2006年11月30日の工学部東食堂の廃止に伴い、同年12月7日に外部委託の「こもれびカフェ」およびデイリーヤマザキが工学部機械系前に新設され、独占状態は解消された。
カフェテリアでは酒類も一日中販売されている他、初夏の数日には各カフェテリアが「ビール祭り」を開催する。特に川内キャンパスでは、屋台をずらりと並べたビアガーデンが設置される。
また、FIFAワールドカップ開催中には第一食堂・工学部中央食堂にて生協主催のパブリックビューイングが行われ、生協によってソフトドリンク・軽食が販売される。
以下、建物ごとに記載する。括弧内は別会計のコーナー、または同一建物内で別の部屋となっているものを列記。
東北大生協
片平キャンパス
- 片平店（さくらキッチン/レストラン萩）
北門食堂の愛称で親しまれていた旧食堂が、2011年8月にガラス張りの2階建ての建物に改装された。
1階は通常の食堂だが、2階のレストランは夜になると酒を提供している。

川内キャンパス
- 川内店（川内の杜ダイニング / キッチンテラスCouleur / bush clover cafe / コンパ弁当部）
学内で最大の食堂であり、昼間には長い行列が出来る。2010年に、キッチンテラス Couleur と bush clover cafe がオープンし、続いて4月に第一食堂をリニューアルした川内の杜ダイニングがオープンした。これまでと販売の形態を変え、各食堂に機能を分散した点が特徴。したがって食べたいものによって利用する食堂を変えることになる。
また、バス利用の利便性を高めるためにキッチンテラス Couleur からバス停への直結通路が出来、その通路上にバスの接近情報を表示する端末が設置された。
コンパ弁当部では花見向け弁当の仕出し、芋煮会向け食材の販売・機材の貸し出しを行っている。

- 川内店（Bee ARENA Cafe）
2008年（平成20年）10月6日に川内サブアリーナ棟にオープンした新しい食堂。愛称は公募により "Bee ARENA Cafe" となった。旧第二食堂はメニューの大多数がカレーばかりだったが、Bee ARENA Cafeはメニュー数が増えた。内装は旧第二食堂に比べて立派になり、1,2階に吹き抜けを設け明るく開放的にした。2階テラスも含め264席ある。Bee（蜂）という名前は旧制二高の校章の蜂に由来する。
旧・第二食堂とは、1967年（昭和42年）から2008年（平成20年）7月25日まで存在した、カレーライス・ピラフ・丼の専門店。設置当初は正式名称の「第二食堂」と呼ばれていたが、波板張りの倉庫あるいは工場のような形状の建物は、その外壁が汚れて老朽化し始めると、いつ頃からかは不明ながら「貧民食堂」あるいはその略の「貧食」の愛称で呼ばれるようになった。また、「イカトン」と呼ばれる垢抜けない男子学生たちが昼食時に1000-1300人も行列をなして吸い込まれていく様子、人気メニューの「普通カレー」（通称：貧食カレー）の具がタマネギばかりで豚肉が少量というレシピ、同カレーの普通盛りが190円で大盛り（ライス300g以上）でも230円（税抜き）（いずれも閉店した2008年の価格）という低価格、10円のキャベツは「草」と呼ばれていたなど、外観のみならずそこに集う者や人気メニューの面でも「貧食」だった。なお、「普通カレー」以外にも様々なカレーがあり、他にもユニークな特別メニューもあった。2018年（平成30年）9月20日より、貧食カレーの当時のレシピを基にレトルトカレー「川内第2食堂 普通カレー 復刻版」の発売が開始されるとの報道がなされた。
- 文系店-メイプルパーク川内（文系食堂/麺コーナー/喫茶「ルポー」/パンコーナー）
ルポーには長年続く名物メニュー、ミルクコーラがある。2006年4月、食堂の内装を一新し、清潔感あるモダンな雰囲気の店内となった。これと同時に新たにパンショップが開店した。

青葉山キャンパス
- 工学部店（あおば食堂 / DOCK / チャオ / 麺コーナー / Boook）
第一食堂に次ぐ規模であり、こちらも昼の混雑が激しい。また、2007年よりイスラム教徒向けのハラール・フードの試験販売が行われている。ブックカフェである Boook（ブーク）ではパンや紅茶などの軽食を提供している。2011年に新設された工学部中央棟内に旧中央食堂が移転、あおば食堂となって、サンドイッチや弁当などの専門店と共にリニューアルした。
- 工学部店（けやきダイニング）
- 理薬店（カフェテリア/麺コーナー/レストラン「AOSIS」）
レストランは不定期提供されるバイキングが特徴。

星陵キャンパス
- 星陵店（カフェテリア/麺コーナー）

外部委託
青葉山キャンパス
- 四季彩
青葉記念会館3F。有限会社自然食彩が経営。通常のレストランの価格帯で、学食とは一線を画するメニューを提供している。ランチは700円。
- Espace Commun （Café & deli) (エスパース・コマン)
工学部総合研究棟1F。有限会社自然食彩が経営。菓子類も扱う。
- こもれびカフェ
機械・知能系道路より。有限会社自然食彩が経営。名称は公募によるものである
- エスパース・ウヴェール
理学合同C棟1F。有限会社自然食彩が経営。
- セブン・イレブン
理学合同C棟1F。北青葉山キャンパス最初のコンビニエンスストア。営業時間は8時から22時である。
- デイリーヤマザキ東北大工学部東店(閉店)
株式会社デイリーヤマザキ経営。東北大構内初のコンビニエンスストアで、24時間営業。東北大学植物園より青葉山ゲート側での入場券販売を委託されていた。2022年10月31日をもって閉店。

### 寄宿舎
三条地区・青葉山地区などに東北大学が委託した民間企業により運営されるユニバーシティハウスがあり、三条地区・八木山地区に日就寮や明善寮といった、東北大学の支援のもと寮生により運営される学寮がある。また、東北大学YMCAが運営するYMCA渓水寮もある。

## 対外関係

### 海外出先機関
仙台市内にある東北大学グローバルオペレーションセンターが、産学官連携の総合的な対外関係（研究・投資）を統括している。海外にある東北大学の出先機関としては以下のものがある。

#### 代表事務所
- 中国
  - 東北大学中国代表事務所（北京市海淀区）
- ロシア
  - 東北大学ロシア代表事務所
  - 東北大学ロシア代表事務所シベリア支部

#### 海外拠点（リエゾンオフィス）

##### 世話部局別
流体科学研究所
- オーストラリア
  - ニューサウスウェールズ大学（国際交流センター）内
- フランス
  - 国立応用科学院リヨン校（金属材料物理研究所）内
- ロシア
  - モスクワ国立大学（物理学部）内
- アメリカ合衆国
  - シラキュース大学（計算機科学・工学部）内
- 韓国
  - 韓国科学技術院（機械工学部）内
- スウェーデン
  - スウェーデン王立工科大学（機械学科）内

法学研究科
- オーストラリア
  - ニューサウスウェールズ大学（国際交流センター）内

工学研究科
- ロシア
  - モスクワ国立大学（物理学部）内
- フランス
  - 国立応用科学院リヨン校（金属材料物理研究所）内
- 韓国
  - ソウル大学校（工科大学）内
- スウェーデン
  - スウェーデン王立工科大学（機械学科）内

加齢医学研究所
- フランス
  - 国立応用科学院リヨン校（金属材料物理研究所）内

金属材料研究所
- 中国
  - 大連理工大学（材料科学工程学院）

医学系研究科
- フィリピン
  - 国立熱帯医学研究所

環境科学研究科
- インドネシア
  - バンドン工科大学

高度教養教育・学生支援機構グローバルラーニングセンター
- アメリカ合衆国
  - カリフォルニア大学リバーサイド校
- ベトナム
  - 貿易大学

### 地方自治体との協定
- 仙台市との人事交流協定（仙台市の要請により、東北大学の教員が派遣される）
  - 仙台市地域連携フェロー：「御用聞き」型の企業訪問
  - 寺子屋せんだい：産学連携セミナー
- 「仙台宣言2007」
  - 仙台市、東北大学、リバーサイド市（アメリカ合衆国カリフォルニア州リバーサイド郡）、カリフォルニア大学の4者による産学官連携の協定。
- みやぎ産学官連携懇談会（産学官連携ラウンドテーブル）
  - 東北経済連合会会長、東北大学総長、宮城県知事、仙台市長の産学官トップ4者が集まる円卓会議。
- 福島県郡山市
  - 東北大学未来科学技術共同研究センターが連携協定を締結[119]。

### 他大学との協定
- 多大学間協定
  - 医学系大学産学連携ネットワーク協議会 (medU-net)
    - 参加校は、札幌医科大学、東北大学、慶應義塾大学、東京医科歯科大学（幹事）、京都大学、三重大学、金沢医科大学

  - 学都仙台コンソーシアム
  - サステイナビリティ学連携研究機構
  - 8大学工学系研究科長懇談会
  - 東アジア研究型大学協会
  - 環太平洋大学協会
  - Top Industrial Managers for Europe (T.I.M.E.)
  - サンフランシスコ・ベイエリア大学間連携ネットワーク
- 二大学間協定
  - 大学間協定：世界129機関・校（2008年6月30日現在）
  - 部局間協定：世界290機関・校（2008年9月30日現在）
  - 特記
    - 協定締結大学群：国立中央理工科学校5校（仏）、カリフォルニア大学10校（米）、グルノーブルコンソーシアムおよびストラスブールコンソーシアム7校（仏）
    - 東北大学 (中国)：同名ということから大学間交流協定を締結している。

### 産学連携

#### 産学連携の会社・機関
大学発技術の民間移転などを担う100％出資会社「東北大学ナレッジキャスト」を設立している。 
2020年度には「共創戦略センター」を開設し、海外との連携の仲介役として日本貿易振興機構（ジェトロ）を誘致した。

#### 民間企業等との協定
研究協力や人材育成などの面での組織的な連携協定
- 河北新報（仙台市）
- 七十七銀行（仙台市）
- DOWAホールディングス（東京都）

- 日立製作所（東京都）
- 三井住友銀行（東京都）
- セイコーエプソン（長野県諏訪市）

独立行政法人・財団法人
- 産業技術総合研究所（茨城県つくば市）
- 放射線医学総合研究所（千葉市）
- 宇宙航空研究開発機構（JAXA, 東京都）

- 実験動物中央研究所（神奈川県川崎市）
- 斎藤報恩会

#### 金融機関・投資ファンドとの協力
東北大学発ベンチャー企業を支援するベンチャーキャピタルとして「東北大学ベンチャーパートナーズ」を設立している。さらに研究成果をスピーディーに事業化するため、学外の金融機関や投資ファンドと協定を結んでいる。
TICC大学連携投資事業有限責任組合 (TUF)
東北イノベーションキャピタル (TICC) が運営するベンチャーキャピタルで、投資対象が東北大学の先端技術を活用する企業に限定される。類例に、北海道大の「北大アンビシャスファンド」、東京大の「UTEC1号」、大阪大の「阪大イノベーションファンド」がある。
国民生活金融公庫仙台支店
産学連携の協力推進に関する覚書を締結。東北大は、国民公庫仙台支店が取り次いだ中小企業の新製品開発への助言を行う。一方、国民公庫は、東北大学発ベンチャーを中小企業と見なして融資を行うこともある（既に融資した東北大学発ベンチャーあり）。
七十七銀行
ベンチャーのようなハイリスク融資を直接するかどうかはっきりした発表が見られない。しかし、TICC には投資しており、TUF への出資も見込まれる。
中小企業基盤整備機構
中小企業基盤整備機構を中心に、東北大学のほか宮城県、仙台市、経済産業省、東北経済連合会等の協力で「東北大学連携ビジネスインキュベータ」 (T-Biz) というベンチャー育成機関が2007年夏に開設される。

#### 東北大学発ベンチャー企業
- 東北マグネット インスティテュート（合金）[123]
- スピンセンシングファクトリー（磁気センサ）[124]
- ファイトケム・プロダクツ（通常より抗酸化作用が強いビタミンEの活用）[125]

2030年度までにスタートアップ企業100社の設立を目指す中長期ビジョンを掲げている。その実現に向けて、文部科学省の次世代アントレプレナー育成事業（EDGE-NEXT）の活用、出資、起業支援拠点「東北大学スタートアップガレージ」（TUSG）整備などに取り組んでいるほか、KDDIと連携協定を2020年に締結した。

## 社会との関わり

### 阿部次郎記念賞
東北大学文学部は東北大学創立100周年を機に、東北帝国大学法文学部長だった思想家の阿部次郎を記念して「青春のエッセイ 阿部次郎記念賞」という文学賞を創設した。公募形式で、高校生が対象。公募形式の文学賞を創設している国立大学は、日本国内では東北大学以外にない。なお、主催には「阿部次郎記念館」という団体も入っている。これは東北大学文学部が開設している施設であり、実質的に東北大学が全てを主催する文学賞である。

### サイエンスカフェ
研究者が、最先端の話題についての講演と、市民（特に若い世代）との議論をするシンポジウム。月1回せんだいメディアテークで開かれ、その模様は宮城県内の4つのケーブルテレビで放送されているほか河北新報でも記事となり、ウェブ上で閲覧することもできる。なお、その文系版として2010年度以降、リベラルアーツサロンが開かれている。

### 公開講座
学外での公開講座として「高校生のための公開講座」「みやぎ県民大学」などがある。また、学内講座の開放（開放講座）もある。

### 杜の都女性科学者支援ハードリング支援事業
文部科学省の女性研究者支援モデル事業に採択されている。この事業プログラムの一つ「次世代支援プログラム」では、東北大学の自然科学系大学院に所属する女学生によって組織される「サイエンスエンジェル」が理系進学に興味を持つ女子高生や市民の自然科学研究に対する理解促進などを目的に学校やイベントで出張セミナーや講演を行っている。

#### 東北大学教育ネットワーク
Mother's Open College (MOC TOWN) という子育て支援サイトを運営する機関。最先端の研究成果に基づいた育児情報や障害児支援情報を一般に提供するとともに、育児の些細な疑問・質問にも対応してきた。厚生科学研究費補助金（子ども家庭総合研究事業）の援助を受けて制作・運営されていた。

### 核開発疑惑の研究所から留学生受け入れ
同大学の原子力工学の三村均教授の研究室が、経済産業省が核兵器開発への関与の疑いがあるとして規制リストに掲載したイランの研究所「ジャッベル・イブン・ハヤーン研究所」から留学生を受け入れた上、使用済核燃料の再処理についての研究の指導を行っていたことが、2009年7月に発覚した。経済産業省は、同大学に対し、規制リストに掲載されていることを2006年7月に説明したものの、三村教授は説明会には出席しておらず、リストの存在をも知らなかったといい、規制についての説明後も、指導を行っていたという。核開発への国際社会の風当たりが強い中、大学の対応が批判を受けている。

### 実践宗教学寄附講座の設置
同大学文学部・文学研究科では、2012年度よりさしあたり3年間の予定で実践宗教学寄附講座を設置し臨床宗教師研修を推進してきたが、「宗教への中立性を求められる国公立大では異例の試み」、さらには国立大学が宗教活動を実践ないし援助しているなど、「心のケア」のありかたを問題視する見方もある。また、以前から社会活動やさまざまな「苦」に寄り添って地道に活動してきた宗教者たちからすると、メディアで臨床宗教師だけが脚光を浴びることに違和感を感じるとの声もある。なお、当該講座は全日本仏教会の「推薦団体」、日本宗教連盟の「後援団体」として認定を受けており、さらなる寄付の申し込みを募るとともに、当初3年間だった設置期間を延長すべく努力した結果、2015年度から2年間の講座延長が決定された。

## 企業からの評価

### 人事担当者からの評価
- 2021年日本経済新聞社と日経HRが実施した、「企業の人事担当者からみたイメージ調査」[137]（全上場企業と一部有力未上場企業4,850社の人事担当者を対象に、2019年4月から2021年3月までの間に採用した学生から見た大学のイメージなどを聞いた調査）において、東北大学は、「全国総合」で788大学[138]中、第3位[137]にランキングされた。

### 出世力
- ダイヤモンド社の2006年年9月23日発行のビジネス誌『週刊ダイヤモンド』94巻36号（通巻4147号）「出世できる大学」と題された特集の出世力ランキング（日本の全上場企業3,800社余の代表取締役を全調査[139]）で、東北大学は、2006年時点で存在する744大学[140]中、第16位にランキングされた[141]。

- 『週刊エコノミスト』（2010年8月31日号）に掲載された、「卒業生数の割に役員・管理職の人数が多い度合い」で、東北大学は、2010年時点で存在する全国の778大学[142]中、第40位にランキングされた[143]。

## 不祥事
1976年（昭和51年）3月25日、卒業式会場にヘルメットをかぶった過激派学生が乱入、壇上を占拠し卒業式粉砕を訴えたが、式の開催を望む卒業生との間で乱闘騒ぎとなった。結果的に学長が避難したため告辞は取りやめとなり、代理の学部長が各学部総代に卒業証書を授与しただけで卒業式が終了することとなった。
同大では、ハラスメント事案が続いた時期があり、2014年（平成26年）4月2日、大学院医学系研究科に所属する男性准教授が、図書館職員にクレームをつけて土下座を強要したりサービスカウンターをたたきながら暴言を吐いたりといった行為を何度も繰り返したとして、4月1日付で停職1か月の処分を発表した。その2日前には、大学院経済学研究科の男性講師が、研究会で知り合った他大学の女子大学院生を飲食に誘い、気分が悪くなったという女子学生をホテルに連れて行ってわいせつな行為を働いたため、懲戒解雇になっている。
また、東北大学大学院工学研究科・工学部では、2014年2月28日に男性客員教授が職場の懇親会の席上で女性職員にセクハラ行為をはたらき、2月27日付で停職6か月に、2015年3月には男子学生が女児の下半身を触った強制わいせつの疑いで逮捕、7月には男子学生が強姦容疑で逮捕、8月には職員が窃盗の疑いで逮捕と不祥事が続出したことを受けて、工学部長の滝沢博胤は「社会規範に反する行為、倫理観の欠如による行為は、慚愧の念に堪えない」として「非常事態宣言」を発出した。
2015年（平成27年）10月20日、総合技術部勤務の技術職員の万引き行為などが確認されたとして、懲戒処分（諭旨解雇）を行ったと公表した。
2015年（平成27年）10月28日、工学部・工学研究科の事務員が上司と部下という優越的な立場を背景に、複数の職員に対してハラスメント行為をはたらいたとして、懲戒処分（停職1月）を行ったと公表した。

### ブラック企業疑惑
2007年7月に薬学部の助手の男性が同大学病院の研究室から投身自殺する事件が発生。男性は、東北大学大学院薬学研究科博士課程に在籍していたが、指導教授から助手として請われ、排気も十分にできない環境で生殖機能異常などの副作用がある抗がん剤の実験に従事しており、「もう子どもはできない」と友人に漏らしていたという。本来ならば学位取得のための研究を優先すべきだが、実験機材の修理や実習指導に追われ、自殺前にはうつ病を発症していたと見られている。遺族側は2012年12月11日に自殺した原因は過労であるとして、1億円の損害賠償を求める訴訟を仙台地方裁判所に起こした。その後、東日本大震災による研究所全壊を理由に、2年以内の研究室閉鎖を大学から一方的に告げられ、心のバランスを崩した准教授が2012年1月に自殺。同年10月「過重労働の恣意（しい）的強制があった」として労災認定を受けた。これらの結果を受け、2013年ブラック企業大賞ではノミネートされた企業8社のうち11%もの得票率を得てワタミグループに次ぐ2位となり、特別賞に「入賞」した。